# Boko Haram
Boko Haram ist eine islamistische terroristische Gruppierung im Norden Nigerias, die auch in den Anrainerstaaten Tschad, Niger und Kamerun aktiv ist.
Boko Haram setzt sich für die Einführung der Scharia in ganz Nigeria und das Verbot westlicher Bildung ein; auch die Beteiligung an Wahlen lehnt sie ab. Boko Haram ist bekannt für die Ermordung von Christen und von Muslimen, welche diese Gruppe nicht unterstützen. Ethnisch gehören die meisten Mitglieder von Boko Haram dem Volk der Kanuri an.
Die Gruppe bringt sich selbst mit den Taliban in Verbindung. Auch die lokale Bevölkerung nennt sie „die Taliban“. Das Hauptquartier der Sekte befand sich bis zum Tod des Sektenchefs Ustaz Mohammed Yusuf in Maiduguri. Ein Rat (Shura) aus 20 Männern leitet Boko Haram, der Rat pflegt auch Kontakte nach Tschad und Kamerun. Ihr Sprecher war Abubakar Shekau.
Der Gruppe werden Verbindungen zu Al-Qaida im islamischen Maghreb, Al-Shabaab in Somalia und zu Terrorcamps in Afghanistan nachgesagt. Außerdem soll Boko Haram sich zusammen mit Al-Qaida an Ansar Dines Besetzung Timbuktus, Gaos und Kidals in Mali beteiligt haben.
Boko Haram hat keine Verbindung zur Aufstandsbewegung Movement for the Emancipation of the Niger Delta, die im Nigerdelta seit 2006 gegen die Ölindustrie kämpft.
Im Januar 2012 spaltete sich die Terrororganisation Ansaru von Boko Haram ab. Nachdem sich 2015 Boko Haram formell der Terror-Miliz Islamischer Staat (IS) anschloss, kam es 2016 zu einer Spaltung der Gruppe: Ein Teil verblieb unter der Führung von Abubakar Shekau, ein anderer bildete unter der Führung des vom IS bestellten Abu Musab al-Barnawi die Provinz Westafrika des IS. Im Juni 2021 starb Abubakar Shekau bei Kämpfen mit der Provinz Westafrika des IS, die Führung von Boko Haram übernahm Bakura Modu.
Bei Angriffen der Gruppe wurden seit dem Jahr 2009 etwa 35.000 Menschen getötet; rund zwei Millionen Menschen machten sich wegen der Gruppierung auf die Flucht.

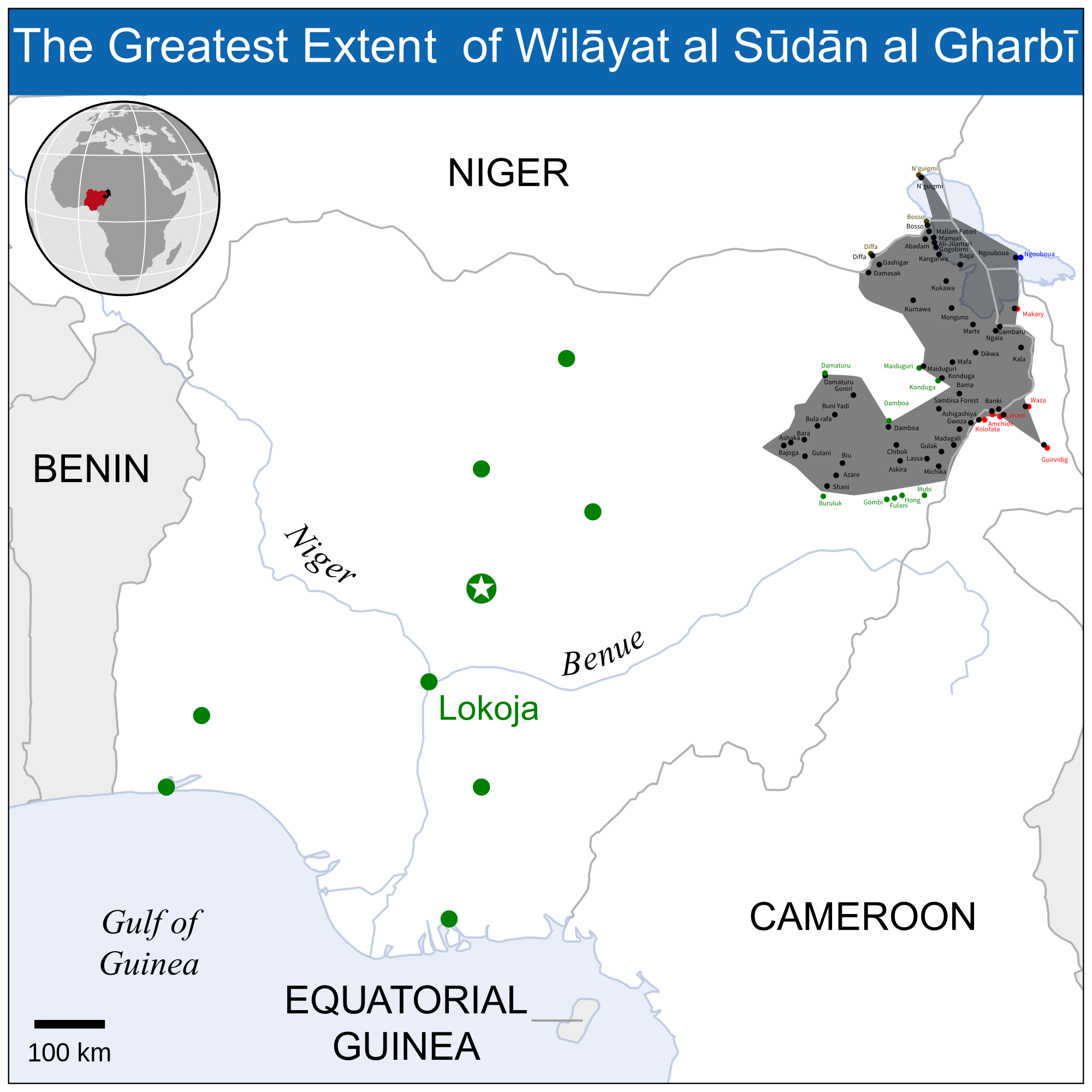
Hauptaktionsgebiet von Boko Haram im nordöstlichen Grenzgebiet von Nigeria und Kamerun südlich des Tschadsees

## Name und Ideologie
Das Hausa-Wort boko bedeutet „unecht, falsch, Fake“. Verkürzt steht es für ilimin boko (Fake-Bildung), das Bildungssystem der westlichen Kolonialmächte. Arabisch ḥarām bedeutet „verboten“, aber auch „heilig“. Übersetzungen lauten „Westliche Bildung ist Sünde“, „Westliche Bildung verboten“, „Verwestlichung ist ein Sakrileg“ oder „Die moderne Erziehung ist eine Sünde“. Einen anderen Tenor setzt die umschreibende Übersetzung „Vorspiegelung falscher Tatsachen ist Schande“.
Die Anhänger der Gruppierung selbst nannten sich anfangs zunächst Al Sunna Wal Jamma (in etwa: Anhänger der Lehren des Propheten). Eine andere anfängliche Selbstbezeichnung war ahl al-sunna wa'l jama'a ala minhaj al-salaf (in etwa: Gemeinschaft der Anhänger der Sunna bzw. der Sunniten für die Rückbesinnung auf die Salaf bzw. die Vorgänger), welche die ideologische Rückbesinnung auf ultrakonservative Lehren des Islam (Salafismus) betont. Eine weitere in den Anfangsjahren gebräuchliche Selbstbezeichnung lautete ahl al-sunna wa-l-jama'a wa-l-hijra (in etwa: Gemeinschaft der Anhänger der Sunna bzw. der Sunniten, welche die Hidschra bzw. Auswanderung aus heidnischen Gebieten befolgen) und vergleicht indirekt die eigene Situation im nigerianischen Staat mit Mohammeds Auszug aus Mekka. Nach ersten Zusammenstößen mit nigerianischen Sicherheitskräften 2003 wurde die Gruppierung in den Medien als nigerianische Taliban bezeichnet.
Erst seit dem Tod ihres Gründers Mohammed Yusuf 2009 nennt sich die Gruppierung jama'at ahl al-sunna li-l-da'wa wa-jihad 'ala minhay al-salaf (in etwa: Gemeinschaft der Anhänger der Sunna bzw. der Sunniten, die mit den Mitteln des Dschihad im Sinne der Salaf für die Sache des Islam kämpfen); in arabischer Schreibweise wiedergegeben als جماعة أهل السنة للدعوة والجهاد, DMG ǧamāʿat ahl as-sunna li-d-daʿwa wa-l-ǧihād, wörtlich „Vereinigung der Sunniten für den Ruf zum Islam und den Dschihad“. Die Umbenennung drückt eine veränderte Zielsetzung der Gruppierung aus, von der Forderung nach Emigration bzw. Rückzug aus einer als unislamisch erachteten Gesellschaft hin zur Befürwortung einer engen, salafistischen Auslegung des Dschihad im Sinne des bewaffneten Kampfes.

## Vorgeschichte
Der Islam wurde im Norden Nigerias anfänglich nicht mit Gewalt verbreitet, sondern kam mit muslimischen Händlern in die Region. Im 15. Jahrhundert traten die Königsfamilien der Hausa zum Islam über. 1804 rief der Prediger Usman dan Fodio zum Dschihad gegen die Hausa-Könige auf, deren Korruption und Tyrannei er als unislamisch geißelte. Sein Kampf fand daher auch die Unterstützung großer Teile der Landbevölkerung.
Im Norden Nigerias wurde soziale und politische Kritik seither immer wieder in und durch Bewegungen religiöser Erneuerung ausgedrückt. Zu den bekanntesten Beispielen der letzten Jahrzehnte zählen die Maitatsine- und die Yan-Izala-Bewegung.
Während ihrer Kolonialherrschaft stützten sich die Briten weitestgehend auf die alten Verwaltungsstrukturen – siehe hierzu Indirect rule. Die Briten verboten christliche Missionierung sowie Missionsschulen in Nordnigeria und ließen das Rechtssystem der Scharia fortbestehen.
Nach der Unabhängigkeit Nigerias ab 1960 kam es zwischen dem Süden und Norden des Landes zum Verteilungskonflikt um die Einnahmen aus der Rohölförderung im Nigerdelta. Auch ethnische Spannungen und soziale Ungleichheit nahmen zu. Nach dem Ende der Militärdiktatur und der Rückkehr zur Demokratie 1999 nutzten die Gouverneure der nördlichen Bundesstaaten ihre neuen Autonomierechte. Zur Festigung ihrer Macht führten sie ein weitestgehend auf der Scharia basierendes islamisches Strafgesetzbuch ein.
Erhard Kamphausen von der Missionsakademie der Universität Hamburg machte auch die Missionsarbeit bzw. den Proselytismus durch die in Nigeria sehr aktiven Evangelikalen für die Eskalation der religiösen Konflikte mitverantwortlich und sprach von einer „geistlichen Kriegführung“ in muslimischen Kerngebieten.

## Anfänge

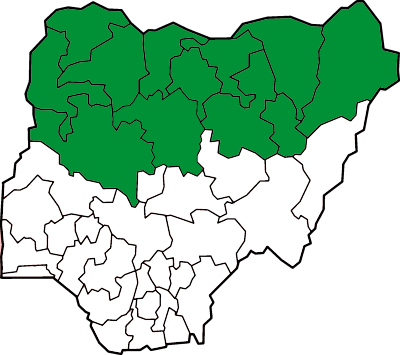
Bundesstaaten Nigerias, in denen die Scharia gilt

Der Gründer von Boko Haram, Mohammed Yusuf, wurde 1970 im Nordosten Nigerias geboren und studierte in Saudi-Arabien Theologie. Zurück in Nigeria nahm er in den 1990er Jahren eine kritische Haltung gegenüber dem demokratischen Staat und seinen Repräsentanten ein. Dabei berief er sich auf die salafistische Bewegung at-Takfir wa'l-Higra (in etwa: Die Erklärung zum Ungläubigen und der Auszug) des radikalen, ägyptischen Predigers Schukri Mustafa.
Als Prediger war Mohammed Yusuf zunächst im lokalen, salafistischen Milieu in Maiduguri an derselben Moschee wie sein Mentor Ja'far Mahmud Adam aktiv. Zwischen 2000 und 2003 kam es jedoch zum Bruch zwischen den beiden und Mohammed Yusuf gründete seine eigenen Strukturen. Als Prediger versammelte er eine Reihe von Koranschülern um sich, die seine extremen Einstellungen teilten.
Es kursieren unterschiedliche Gründungsdaten für Boko Haram. Manche Quellen sprechen von einer Gründung Anfang der 1990er Jahre. An den Namen ihres Anführers angelehnt nannte man sie teils Yusufiyya. Ob man bereits von einer festen Organisation oder Sekte sprechen kann, ist unklar. Einer breiteren Öffentlichkeit bekannt wurde Mohammed Yusuf aber erst um 2003/04, als einige seiner Anhänger erstmals mit nigerianischen Sicherheitskräften aneinandergerieten. Viele Beobachter sehen daher erst hier die Entstehung einer festen Gruppierung.
Trotz seiner ablehnenden Haltung dem nigerianischen Staat und demokratischen Prinzipien gegenüber konnten sich einzelne Politiker anfangs die Unterstützung Mohammed Yusufs sichern. Im Bundesstaat Borno gelang es 2003 dem Kandidaten Ali Modu Sheriff auch aufgrund dieser Allianz, erfolgreich die Wahlen um die Position des Gouverneurs zu gewinnen. Er ernannte anschließend Alhaji Buji Foi, einen bekannten Unterstützer Mohammed Yusufs, zum Leiter der Kommission für religiöse Angelegenheiten.
Demgegenüber suchten einige Anhänger Mohammed Yusufs die gesellschaftliche Isolation. In Anlehnung an Mohammeds Auszug aus dem heidnischen Mekka ins Exil nach Medina, der Hidschra, verließen sie Maiduguri. Wie ihr Vorbild wollten sie damit einen reinigenden Bruch mit der als unmoralisch und ungläubig empfundenen Gesellschaft demonstrieren. Entsprechend nannten sie sich selbst Muhajirun. Nahe Kanamma im Bundesstaat Yobe, unweit der Grenze zur Republik Niger, errichteten sie ein Lager, das in der Gegend unter dem Namen Afghanistan bekannt wurde. Da die Muhajirun mehrheitlich aus jungen Koranstudenten bestanden, wurden sie auch als nigerianische Taliban – vom arabischen Begriff talib für Schüler – bezeichnet. Nachdem Regierungsvertreter und religiöse Autoritäten sie aufforderten die Gegend zu verlassen, überfiel die Gruppe die Polizeistation im nahegelegenen Kanamma. Mit den erbeuteten Waffen griffen sie weitere Polizeistationen in der Region an. Auf hinterlassenen Flugblättern kündigten sie an, die Gegend erobern und einen unabhängigen islamischen Staat ausrufen zu wollen. Das Lager wurde daraufhin Anfang Januar 2004 von der Armee zerstört, wobei mehrere der Fundamentalisten ums Leben kamen oder gefangen genommen wurden. Mohammed Yusufs genaue Rolle in der Errichtung des Lagers und den Angriffen ist unklar. Einige Quellen sehen die Muhajirun gar als radikale Abspaltung von Mohammed Yusufs Gruppierung, andere sehen ihn als Drahtzieher im Hintergrund.
Im September 2004 attackierten Anhänger von Mohammed Yusuf erneut Polizeistationen, diesmal im Bundesstaat Borno. Die nigerianische Armee tötete 27 der Angreifer, während andere sich nach Kamerun absetzen konnten. Mohammed Yusuf selbst floh zunächst in den Sudan und reiste anschließend nach Saudi-Arabien weiter. Von dort konnte er nach Vermittlung des stellvertretenden Gouverneurs des Bundesstaats Borno, Adamu Dibal, zurückkehren.
Über die Mittel zur Herbeiführung eines islamischen Staates basierend auf der Scharia kam es auch zum Bruch zwischen Mohammed Yusuf und dem etablierten salafistischen Milieu Nordnigerias, namentlich mit seinem bisherigen Mentor Ja'far Mahmud Adam. In der Folge lieferten sich die beiden öffentlich einen jahrelangen theologischen Disput in Form publizierter Predigten und Reden. 2007 wurde Ja'far Mahmud Adam während einer Freitagspredigt in seiner Moschee in Kano ermordet. Mehrere Analysten vermuteten Mohammed Yusufs Leute hinter dem Anschlag.
Zu Anfang beschränkte sich Boko Haram auf Angriffe auf Polizeistationen und Militär. Die Tötung des Gründers, Ustaz Mohammed Yusuf, im Juli 2009 durch Sicherheitskräfte war eine Initialzündung zur Intensivierung der Anschläge unter Abu Bakr Shekau.

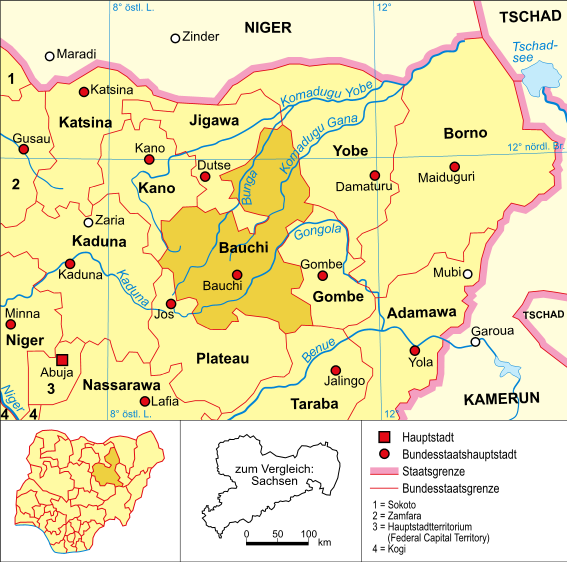
Lage von Bauchi

Nachdem Boko Haram eine Demonstration verboten worden war, brachen Ende Juli 2009 in der Stadt Bauchi Unruhen aus, die sich auf Yobe, Borno und andere Regionen ausweiteten. In der gleichnamigen Provinz Bauchi ist seit 2001 die Scharia in Kraft. Bei fünftägigen Zusammenstößen starben alleine in Maiduguri mindestens 300 Menschen, andere Quellen gehen von mehr als 600 Toten aus. Das nigerianische Rote Kreuz zählte 780 Tote in der Stadt. Sektenführer Ustaz Mohammed Yusuf wurde während einer groß angelegten Polizeiaktion zunächst verhaftet, dann aber nach Angaben eines Polizeisprechers bei einem Fluchtversuch von Sicherheitskräften erschossen. Es gibt Berichte über illegale Hinrichtungen von Sektenmitgliedern durch die Polizei.

## Steigende Intensität brutaler Gewaltanwendung
Boko-Haram-Angriffe und -Anschläge sowie die Kämpfe im Zusammenhang mit Boko Haram haben in Nigeria beträchtliche Zerstörungen angerichtet und viele Opfer gefordert.
2016 schätzte die Weltbank die angerichteten Schäden in der betroffenen Region auf beinahe sechs Milliarden US-Dollar und sprach von mehr als zwei Millionen Flüchtlingen und Vertriebenen.
Im besonders betroffenen Bundesstaat Borno seien etwa 30 % aller Privathäuser zerstört, ebenso über 5000 Gebäude von mehr als 500 Bildungseinrichtungen, über 1600 Brunnen, mehr als 1200 Verwaltungsgebäude, über 700 Installationen des Stromnetzes, mehr als 200 Gesundheitseinrichtungen, über 70 Polizeistationen, 35 Büros der Stromversorger und 14 Gefängnisgebäude.

### 2010
Nachdem das Militär als Reaktion auf wiederholte Boko-Haram-Angriffe mit insgesamt zwölf Toten, davon sieben Polizeibeamte, Patrouillen in Maiduguri angekündigt und die Polizei sogar das Motorradfahren bei Nacht verboten hatte, um Boko Haram die Durchführung von Drive-by-Shootings zu erschweren, griff nach Polizeiangaben Anfang September 2010 eine große Gruppe schwerbewaffneter Boko-Haram-Mitglieder ein Gefängnis im Norden Nigerias an; 732 Häftlinge konnten fliehen, darunter 150 mutmaßliche Boko-Haram-Mitglieder, die größtenteils während der Unruhen 2009 verhaftet worden waren. Ein Polizist, ein Soldat und zwei Anwohner wurden bei dem anschließenden Feuergefecht getötet, sechs weitere schwer verletzt.
Ende 2010 änderte die Organisation ihren Namen und heißt seitdem „جماعة أهل السنة للدعوة والجهاد, DMG ǧamāʿat ahl as-sunna li-d-daʿwa wa-l-ǧihād“ (in englischer Transkription, wie sie in nigerianischen Medien genutzt wird: „Jama'atu Ahlis Sunna Lidda'awati wal-Jihad“), was wörtlich übersetzt „Vereinigung der Sunniten für den Ruf zum Islam und für den Dschihad“ heißt.
Sie bekannte sich zu der Anschlagsserie auf Christen in der Nähe der Stadt Jos, die am 24. Dezember 2010 mindestens 38 Personen das Leben gekostet und schwere Unruhen zur Folge hatte.

### 2011
Nach Angaben der BBC bekannte sich Boko Haram zu einer Reihe von Bombenanschlägen nach der Präsidentschaftswahl 2011. Trotz des Verbots, bei Nacht Motorrad zu fahren, kam es auch in der ersten Hälfte des Jahres 2011 zu politischen Morden durch Drive-By-Shootings, die die Bewohner Maiduguris terrorisierten, und zu Anschlägen auf Polizeistationen sowie auf eine Kirche.
Boko Haram bekannte sich auch zu dem Bombenanschlag auf Nigerias Polizeihauptquartier in Abuja.
Am 26. Juni 2011 griffen Mitglieder der Boko Haram drei Pubs in Maiduguri mit Schusswaffen und Sprengkörpern an und töteten mindestens 25 Personen.
Im Juli 2011 veranlasste die zunehmende Gewalt in Maiduguri die örtliche Universität, ihre Pforten zu schließen und die Studenten nach Hause zu schicken. Die Militärpräsenz in und um Maiduguri wurde verstärkt, und es kam vermehrt zu Vorwürfen, das Militär misshandle Zivilisten. Tausende flohen vor den sich verstärkenden Kämpfen.
Am 26. August 2011 wurden bei einem Autobombenanschlag auf ein Gebäude der Vereinten Nationen in der Hauptstadt Abuja 23 Menschen getötet und zahlreiche weitere verletzt. Boko Haram hat sich nach Angaben der BBC zu dem Anschlag bekannt.
Nach einer Reihe von Bombenanschlägen, unter anderem auf das Hauptquartier der Polizei im Bundesstaat Yobe im Nordosten Nigerias, zogen am Abend des 4. November 2011 in Yobes Hauptstadt Damaturu und in der nahgelegenen Stadt Potiskum bewaffnete Boko-Haram-Anhänger anderthalb Stunden lang durch die Straßen. Sie attackierten Polizeistationen und Kirchen mit Schusswaffen und Bomben. Mindestens 63 Menschen wurden getötet. Anschließend lieferten sich die Angreifer Gefechte mit Sicherheitskräften. Am selben Tag war ein militärisches Hauptquartier in Maiduguri im Nachbarstaat Borno von mehreren Selbstmordattentätern mit Sprengstoff angegriffen worden. Boko Haram kündigte an, ihre „Angriffe auf Truppen der Bundesregierung“ so lange fortzuführen, bis die Sicherheitskräfte „ihre Exzesse gegen unsere Anhänger und verletzliche Zivilisten“ beendeten.
Die örtliche Polizei machte Boko Haram für die Angriffe auf zwei Polizeiposten und zwei Bankfilialen in Azare am 4. Dezember 2011 verantwortlich.
An Weihnachten 2011 verübte Boko Haram mehrere Bombenanschläge auf christliche Kirchen. Bei einer Explosion vor der St.-Theresa-Kirche in Madalla, einem Vorort Abujas, starben 35 Menschen und 50 wurden verletzt. In Jos konnten zwei Bomben entschärft werden, eine dritte detonierte nahe der Mountain-of-Fire-and-Miracles-Kirche, wobei es Verletzte gab. Auf die Explosion folgte ein Angriff mit Schusswaffen, bei dem ein Polizist zu Tode kam. Im Bundesstaat Yobe, in dem Kämpfe zwischen Boko Haram und Sicherheitskräften in der Woche vor Weihnachten mehr als 60 Menschenleben forderten, gab es in Damaturu zwei Anschläge, einer davon ein Selbstmordanschlag auf einen Konvoi des Staatssicherheitsdienstes, wobei vier Menschen einschließlich des Selbstmordattentäters starben. Auch in Gadaka gab es eine Explosion vor einer Kirche, wobei niemand verletzt wurde. Boko Haram kündigte an, die Anschlagsserie, die in den Tagen vor Weihnachten bis zu einhundert Leben kostete, fortzusetzen.
Die Gruppe wird für mindestens 510 Morde im Jahr 2011 verantwortlich gemacht.

### 2012
Am 1. Januar 2012 gab Boko Haram den im Norden Nigerias lebenden Christen drei Tage Zeit, den muslimisch geprägten Norden des Landes zu verlassen, und kündigte an, nach Ablauf der Frist Christen gezielt anzugreifen.
Am 5. Januar 2012 wurden bei einem Feuerüberfall auf eine Kirche in der Stadt Gombe mindestens sechs Menschen getötet. Bei einem Angriff auf ein Gemeindehaus in der Stadt Mubi am 6. Januar 2012 wurden mindestens 20 christliche Händler getötet, die sich dort trafen, um die Überführung eines Gemeindemitglieds zu planen, das am Vortag Opfer eines Drive-By-Shootings geworden war. In Yola kamen bei einem Angriff auf eine apostolische Kirche acht Menschen ums Leben, drei weitere Menschen starben bei einem Angriff auf einen nahe gelegenen Schönheitssalon. In Potiskum setzten Bewaffnete zwei Banken mit Benzinbomben in Brand, der anschließende Schusswechsel forderte zwei Menschenleben. Boko Haram bekannte sich zu den Anschlägen in Gombe und Mubi.
Präsident Goodluck Jonathan sagte Anfang Januar 2012 über die islamistische Gewalt im Vielvölkerstaat, sie sei noch „viel schlimmer als der Bürgerkrieg“. Jonathan sprach im Gegensatz zu seinen früheren Einschätzungen in seiner Verlautbarung davon, „dass sich die Sympathisanten der Terrorgruppe auch in den Reihen der Regierung, des Parlaments und der Gerichte versteckten.“ Hinzu kommen nach seinen Worten „Boko-Haram-Unterstützer im Polizeiapparat, in Geheimdienst und Militär.“ Der ganze Staat Nigeria sei von dem Terror-Netzwerk unterwandert. Dabei sind nach Angaben der Süddeutschen Zeitung die Aktivisten von Boko Haram schwer zu greifen: „Wenn ein junger Mensch Mitglied der Sekte ist, dann weiß das oft nicht einmal der eigene Vater – so geheim ist dieser Bund der Radikalen. Die Attentäter sitzen vielleicht am Abend unerkannt mit am Tisch der Familie, bevor sie am nächsten Morgen eine Bombe zünden.“
Offiziell wird die Bedeutung von Boko Haram kontrovers diskutiert. So bestreitet die amerikanische Historikerin Jean Herskovits, dass Boko Haram eine islamistische Terrorgruppe sei, denn einige Verbrechersyndikate, auch aus dem vorwiegend christlichen Süden Nigerias, nutzen gerne den Namen „Boko Haram“. Sie macht für die Gewalt hauptsächlich die Armut in Nigerias islamischem Norden verantwortlich. Im nigerianischen Blog Liberty Report aus Ondo wird dies vehement bestritten und Herskovits vorgeworfen, sie sei aufgrund lukrativer Positionen in nigerianischen Institutionen voreingenommen.
Am 20. Januar 2012 verübte die Gruppe eine Reihe von Terroranschlägen unter Einsatz von Sprengstoff und Schusswaffen auf mehrere Polizeistationen in Kano im Nordosten Nigerias. Dabei kamen mindestens 191 Menschen ums Leben. Es wird vermutet, dass die Waffen der Gruppe aus Libyen stammen.
Am 8. März 2012 wurden zwei europäische Geiseln, ein britischer und ein italienischer Ingenieur, die im Mai des Vorjahres in Birnin Kebbi entführt worden waren, bei einem Befreiungsversuch durch britische und nigerianische Spezialkräfte in Sokoto getötet. Der Sprecher von Boko Haram bestritt jegliche Teilnahme an der Geiselnahme mit dem Hinweis, dass derartige Praktiken von ihnen abgelehnt würden.
Am 31. März 2012 töteten nigerianische Sicherheitskräfte neun mutmaßliche Terroristen, als sie eine „Bombenfabrik“ in Okene aushoben, die die Behörden Boko Haram zuordneten. Auch zwei Sicherheitskräfte kamen bei dem Feuergefecht ums Leben.
Am 9. April 2012 kamen bei einem Bombenanschlag auf die Wahlkommission in Suleja im Bundesstaat Niger 16 Menschen ums Leben. Für diesen Anschlag und für einen Bombenanschlag auf eine Kirche mit drei Toten im Juli 2012 wurden im Juli 2013 fünf mutmaßliche Boko-Haram-Mitglieder verurteilt, vier zu lebenslangen Haftstrafen und einer zu zehn Jahren Gefängnis, ein sechster Angeklagter wurde freigesprochen.
Am 26. April 2012 starben neun Menschen, als Büros der Zeitung This Day in Abuja und Kaduna angegriffen wurden. Während in Abuja ein Selbstmordattentäter mit seiner Autobombe das Bürogebäude rammte, konnte in Kaduna der Fahrer der Autobombe, die im Hof des dortigen Bürogebäudes detonierte, festgenommen werden.
Am 29. April 2012 starben bei einem Boko-Haram-Angriff auf christliche Gottesdienste auf dem Gelände der Universität in Kano rund 20 Menschen, als erst ein Gottesdienst unter freiem Himmel und dann ein weiterer in einem Universitätsgebäude, bei dem sich die Teilnehmer bis vor die Türen drängten, von zwei Motorrädern und aus einem Auto beschossen und mit Sprengkörpern beworfen wurden. Bei einem weiteren Angriff auf die Church-of-Christ-in-Nigeria-Kapelle in Maiduguri starben fünf Menschen.
Am 10. Juni 2012 starben mindestens sieben Menschen an den Folgen zweier Angriffe auf Kirchen in Nord-Nigeria. In Jos gab es mindestens 48 Verletzte und bis zu fünf Tote, als ein Selbstmordattentäter eine Bombe in seiner Limousine vor der Christ-Chosen-Church-of-God-Kirche zündete, was diese zum Einsturz brachte. Mindestens drei bis fünf Menschen wurden daraufhin in Jos bei Vergeltungsangriffen auf Muslime durch christliche Demonstranten getötet, die Straßensperren errichteten und sich Straßenschlachten mit der Polizei lieferten. In Biu starb mindestens ein Mensch bei einem Feuerüberfall auf die EYN-Kirche, mindestens drei Menschen, nach anderen Berichten fünf, wurden dabei verletzt. Boko Haram bekannte sich zu beiden Anschlägen.
Am 17. Juni starben nach Angaben des Nigerianischen Roten Kreuzes 50 Menschen nach Anschlägen auf Kirchen in Zaria und Kaduna, zu denen sich Boko Haram bekannte, 131 wurden verletzt. Zuerst durchbrach gegen neun Uhr ein Selbstmordattentäter mit seinem Fahrzeug die Absperrungen vor der EWCA-Goodnews-Wusasa-Zaria-Kirche, bei der Explosion starben laut dem Nigerianischen Roten Kreuz zwei Menschen, 22 wurden verletzt. Regierungskreise gehen von mindestens 24 Toten und 125 Verletzten aus. Minuten später gab es eine Explosion bei der katholischen Christ-the-King-Kirche in Zaria, die laut Nigerianischem Roten Kreuz 16 Menschen tötete und 31 verletzte. In Regierungskreisen war von zehn Toten und 50 Verletzten die Rede. Laut dem Nigerianischen Roten Kreuz starben bei einem Bombenanschlag auf eine dritte Kirche in Kaduna mindestens zehn Menschen, zusammen mit den Vergeltungsangriffen junger Christen, die auch Moscheen und Häuser von Muslimen anzündeten, gab es 32 Tote und 78 Verletzte in Kaduna, worauf eine 24-stündige Ausgangssperre verhängt wurde. Die Nachrichtenagentur Reuters geht für Kaduna von 19 Toten durch die Anschläge und 52 Toten durch die Vergeltungsangriffe aus. Am 19. Juni gab es Zusammenstöße zwischen Muslimen und Christen in Kaduna, wobei laut Angaben des örtlichen Roten Kreuzes mindestens 40 Menschen getötet und 62 verletzt wurden und eine Kirche zerstört wurde.
Am 19. Juni wurden in Damaturu bei Gefechten mit Sicherheitskräften laut Polizeiangaben 34 Boko-Haram-Anhänger getötet und sieben festgenommen, wobei sechs Angehörige der Sicherheitskräfte zu Tode kamen, vier Polizisten mussten wegen Schussverletzungen behandelt werden.
Anfang Juli warfen Tuareg-Rebellen in Mali Boko Haram vor, sich zusammen mit Al-Qaida an der Zerstörung von UNESCO-Weltkulturerbe in Timbuktu durch Ansar Dine zu beteiligen.
Im August gelang es dem nigerianischen Militär, einen Mitarbeiter der Einwanderungsbehörde festzunehmen, als dieser sich als Armeeoffizier ausgab. Er gestand seine aktive Boko-Haram-Mitgliedschaft und berichtete von einem Training im Umgang mit Waffen sowie in der Durchführung von Mordanschlägen und Kommandoaktionen, das er mit 15 anderen in Niger erhalten habe. Seine Aussagen ermöglichten dem Militär die Festnahme weiterer Regierungsmitarbeiter, die mit Boko Haram zusammenarbeiteten.
Im September griff Boko Haram in Nordnigeria gezielt Sendemasten für Mobilfunk an; es entstanden Schäden in Millionenhöhe, als mindestens 24 Sendemasten in den Städten Kano, Maiduguri, Gombe, Bauchi und Potiskum „als Vergeltung für die Zusammenarbeit der Netzbetreiber mit den Sicherheitsbehörden“ (die Informationen der Netzbetreiber zur Verhaftung von Boko-Haram-Mitgliedern nutzen) angegriffen wurden. Bei Militäraktionen in den Bundesstaaten Adamawa und Yobe wurden Ende September 35 mutmaßliche Boko-Haram-Anhänger getötet, weitere 60 wurden festgenommen. Das Militär ging in der Nacht vom 23. auf den 24. September in drei Stadtteilen von Damaturu, wo eine Ausgangssperre erlassen worden war, von Haus zu Haus. Dabei wurden bei Feuergefechten zwei Soldaten verletzt, dutzende Schusswaffen und Bomben, hunderte Schuss Munition sowie 32 Pfeile und zwei Schwerter wurden sichergestellt.
In der Nacht zum 2. Oktober kam es in einem Studentenwohnheim am Campus der Universität Federal Polytechnic von Mubi im Nordosten Nigerias zu Hinrichtungen von mindestens 26 Menschen, obwohl in der Stadt eine Ausgangssperre von 15:00 h bis 6:00 h verhängt war. Vermutet wird ein Anschlag der Boko Haram oder ein Zusammenhang mit ethnischen und religiösen Konflikten im Umfeld der Wahl der Studentenvertretung am Vortag, denn auch der christliche Wahlsieger wurde getötet. Ein Zusammenhang mit der Wahl wird von Offiziellen der Universität aber als Trugschluss bezeichnet. In der Nacht waren etwa zwei Stunden lang Schüsse zu hören; Studenten wurden namentlich aus ihren Zimmern gerufen, bevor sie erschossen oder erstochen wurden. Angaben eines Vertreters der Universität und eines Anwohners gegenüber der BBC zufolge liegt die Zahl der Opfer bei 40 Toten. Unter den Opfern befanden sich Christen und Muslime, auch ein älterer Anwohner und zwei Wachleute wurden getötet. Infolge des Massakers wurde die Universität geschlossen, und einige Studenten verließen die Stadt, wobei sie ihre Fahrzeuge als neutral kennzeichneten. Am 3. Oktober sicherte die Polizei die Stadt mit einem großen Aufgebot und ging auf der Suche nach den Tätern von Haus zu Haus, während Nigerias Senat „das Töten unschuldiger Studenten“ aufs strengste verurteilte und die Regierung zur schnellen Ergreifung der Täter aufforderte. Das beschädigte Mobilfunknetz erschwerte es der BBC, genaue Informationen aus der Stadt zu erhalten, so dass sich einige Berichte widersprachen.
Boko Haram bestritt eine Tatbeteiligung unter Verweis auf die Vorgehensweise. Ein führendes Mitglied der Terrorgruppe sagte, „wenn Studenten unser Ziel [gewesen wären], hätten wir sie willkürlich bei Sichtung erschossen, und [zwar] in ihrer Schule und uns nicht in der kriechenden Dunkelheit an sie herangeschlichen in einer Gegend, in der sowohl Studenten als auch Ortsansässige wohnen,“ und ergänzte, dass Boko Haram es nicht bei nur einem Massaker an Studenten belassen hätte, wenn Studenten eines ihrer Angriffsziele gewesen wären. Außerdem würde die Gruppe seiner Aussage nach eher Regierungseigentum, also Ausstattung und Gebäude der Universität, als Studenten als Ziel wählen. Die Polizei verhaftete 30 Verdächtige, darunter zwölf Boko-Haram-Mitglieder sowie vier Studenten, die ebenfalls Mitglieder der Terrorgruppe waren. Nach Angaben der Untersuchungsbeamten hätten drei Studenten, die mutmaßlich die Drahtzieher des Angriffs seien, als Mitglieder der Opposition in der Studentenvertretung vor der Wahl im Falle einer Niederlage mit Konsequenzen gedroht. Nach ihrer Wahlniederlage sollen sich die drei, die Mitglieder von Boko Haram seien, mit anderen Boko-Haram-Mitgliedern in Verbindung gesetzt und einen Racheakt geplant haben. Der Angriff sei zu einem Zeitpunkt durchgeführt worden, als sich alle Führer der Studentenvertretung in dem Studentenwohnheim befanden. Die Mörder hätten die Namen, Wohnsitze, Bewegungen und Aufenthaltsorte ihrer Kommilitonen gekannt. Die Wiedereröffnung der Universität war für den 5. November, die Wiederaufnahme des Prüfungsbetriebs für den 13. November angesetzt.
Anfang Oktober wurden nach Militärangaben in Damaturu 30 mutmaßliche Boko-Haram-Anhänger bei Feuergefechten mit dem Militär getötet, darunter auch der Kommandeur von Boko Haram in Damaturu, zehn Personen wurden festgenommen. Frühe Berichte aus Polizeikreisen sprachen nur von vier Toten.
Am 15. Oktober griff Boko Haram in Maiduguri an mehreren Orten das Militär mit Bomben an. Nach Militärangaben wurden 24 der Angreifer getötet und vier verhaftet sowie ein Soldat verletzt, während keine Zivilisten zu Schaden kamen. Anwohner berichteten, dass Bewaffnete nachmittags einen Markt überfallen hätten, auch ein Verkehrspolizist soll nahe einer Straßensperre des Militärs von einem Bewaffneten erschossen worden sein. Gegen 18:00 Uhr Ortszeit gab es die erste von bis zu 15 Explosionen, auch eine Grundschule und ein Funkturm sollen angezündet worden sein; es gab Berichte über tote Zivilisten und Soldaten, die das Militär aber dementierte. Das Militär riegelte nach Beginn der bis in die Nacht hinein dauernden Angriffe die meisten Straßen im Stadtzentrum ab.
In der Nacht vom 1. zum 2. November erschossen Mitglieder der nigerianischen Streitkräfte in Maiduguri laut Nachrichten der BBC mindestens 48 Jugendliche, die der Mitgliedschaft von Boko Haram verdächtigt wurden.
Am 16. November 2012 wurde Ibn Saleh Ibrahim, der Anführer von Boko Haram, in einem Feuergefecht mit dem nigerianischen Militär in der Stadt Maiduguri getötet. Sein Nachfolger ist Abubakar Shekau.
Am 22. Dezember griffen Selbstmordattentäter zwei Leitungsvermittlungsstellen in Kano an. Der erste Angriff galt einer Einrichtung der Firma Bharti Airtel im Viertel Sabon Gari; laut Zeugen rammte ein Fahrzeug das Tor der Einrichtung, woraufhin ein zweites, mit Sprengstoff beladenes, Fahrzeug in das Gebäude fuhr. Der Fahrer des zweiten Wagens sei ausgestiegen und habe sich einen Schusswechsel mit dem Wachpersonal geliefert, bevor das Fahrzeug schließlich explodierte. Der zweite Angriff galt einer Einrichtung der Firma Mobile Telephone Networks im Viertel Bompai; dort explodierte ein Fahrzeug vor dem Gebäude.
In der Nacht vom 24. auf den 25. Dezember überfiel eine Gruppe Unbekannter die protestantische Kirche in der Nachbarschaft der Stadt Potiskum und tötete sechs Menschen, unter ihnen auch den Pfarrer. Die Gemeinde gehört zur Evangelical Church of West Africa (ECWA).

### 2013
Am 13. Januar 2013 verhaftete das nigerianische Militär in Maidiguri Mohammed Zangina, auch bekannt unter den Namen Mallam Abdullahi und Alhaji Musa, ein wichtiges Mitglied des Shura-Rates von Boko Haram und Anführer von Boko Haram in Nord-Zentral-Nigeria. Ihm wurde die Koordinierung der meisten Bombenanschläge in Abuja, Kaduna, Kano, Jos und Potiskum zur Last gelegt und eine Belohnung von 25 Millionen Naira auf seine Ergreifung ausgesetzt.
Am 8. Februar 2013 wurden in Kano insgesamt neun weibliche Mitarbeiter eines Impfteams gegen Kinderlähmung erschossen. Aufgrund eines Verbotes, in Kano auf Motorrädern Passagiere zu transportieren (was Drive-By-Shootings eindämmen sollte), nutzten die Angreifer motorisierte Dreiräder bei ihren Angriffen auf medizinische Versorgungszentren in Kano und in Hotoro, einem Vorort von Kano, der als Hochburg von Boko Haram galt.
Am 16. Februar 2013 wurden in Jama’are im Bundesstaat Bauchi sieben Mitarbeiter der libanesischen Baufirma Setraco entführt. Die Angreifer attackierten zunächst eine Polizeistation und versuchten in ein Gefängnis einzudringen. Als dies misslang, begaben sie sich zu einer Baustelle der Baufirma und ermordeten den Wachmann. Anschließend entführten sie die ausländischen Fachkräfte. Die Boko-Haram-Splittergruppe Ansaru bekannte sich zu der Entführung und behauptete Anfang März 2013, die Entführten ermordet zu haben, und zwar als Strafe für den Versuch, sie gewaltsam zu befreien: Ein Transfer britischer Truppen via Abuja nach Bamako in Mali hatte Gerüchte über eine mögliche Befreiungsaktion ausgelöst.
Am 21. Februar 2013 wurde im Waza National Park in Limani im Norden Kameruns eine fünfköpfige französische Familie entführt. Boko Haram verlangte für deren Freilassung die Aufgabe des französischen Militäreinsatzes in Mali. Die Familie wurde nach zwei Monaten am 19. April 2013 von ihren Entführern unversehrt freigelassen.
Am 18. März 2013 verübten Anhänger der Boko Haram einen Anschlag auf den Busbahnhof in Kano. Bei der Serie von Explosionen wurden über 20 Menschen getötet.
Im April 2013 starben bei schweren Gefechten der nigerianischen Streitkräfte mit der islamistischen Sekte mindestens 185 Menschen in dem Fischerdorf Baga im Bundesstaat Borno, an der Grenze zum Tschad.
Am Morgen des 7. Mai 2013 überfielen rund 200 Boko-Haram-Kämpfer, die teilweise Armeeuniformen trugen, Regierungseinrichtungen in Bama im Bundesstaat Borno. Die örtliche Polizeistation, Kasernengebäude, ein Gericht und weitere Gebäude der öffentlichen Hand wurden zerstört, zudem wurden 105 Häftlinge aus einem Gefängnis befreit. Nigerianische Streitkräfte schlugen den Angriff auf die Kaserne zurück, wobei zwei Boko-Haram-Mitglieder festgenommen und zehn getötet wurden. Insgesamt forderte das fünfstündige Gefecht 55 Menschenleben, und zwar 22 Polizisten, 14 Justizvollzugsbeamte, zwei Soldaten, 13 Boko-Haram-Mitglieder und vier Zivilisten, eine Frau und drei Kinder.
Angesichts der Eskalation der Gewalt rief Nigerias Staatspräsident Goodluck Jonathan am 14. Mai 2013 für die Bundesstaaten Borno, Yobe und Adamawa den Notstand aus.
Schätzungen zufolge tötete Boko Haram bis Mai 2013 insgesamt mehr als 4.000 Menschen. In einer neuen Offensive gegen die Gruppe verlegten die nigerianischen Streitkräfte tausende zusätzliche Soldaten und schweres Gerät in die betroffenen Gebiete und schalteten teilweise das Mobilfunknetz aus. Am 17. Mai verlautbarte das nigerianische Militär, dass seit dem 15. Mai bei Luftangriffen auf Boko-Haram-Lager, von denen sich einige im Sambisa-Wildreservat befanden, mindestens 30 Boko-Haram-Kämpfer getötet worden seien. Es handelte sich um die ersten Luftangriffe der nigerianischen Armee im eigenen Land seit dem Biafra-Krieg. Unterdessen gab es in der Nacht zum 17. Mai Schüsse und Explosionen in Daura nahe Niger im nördlichen Bundesstaat Katsina; Anwohner berichteten von fünf toten Sicherheitskräften und drei toten Angreifern sowie von zerstörten Banken, Polizeistationen und Gefängnissen.
Am 20. Mai verhängte das Militär eine 24-stündige Ausgangssperre über Teile Maiduguris, der Hauptstadt Bornos. Es sollen Hausdurchsuchungen vorgenommen worden sein. In der ersten Woche des Ausnahmezustands sind nach Angaben des Militärs über 200 Boko-Haram-Kämpfer festgenommen worden, davon 120 bei einer Beerdigung eines Kommandeurs.
Am 3. Juni setzte das Rewards-for-Justice-Programm des US-Außenministeriums eine Belohnung von bis zu sieben Millionen USD auf Hinweise zum Aufenthaltsort des Boko-Haram-Anführers Abubakar Shekau aus. Am 5. Juni klassifizierte der nigerianische Staatspräsident Boko Haram als eine Terrororganisation, deren Unterstützung ein Vergehen darstellt, welches mit einer Mindeststrafe von 20 Jahren Gefängnishaft bewehrt ist.
Anfang Juni bildeten sich in Maidiguri Bürgerwehren, die Straßensperren errichteten und Boko-Haram-Anhänger festnahmen und an die nigerianischen Streitkräfte übergaben. Die Bürgerwehren setzten sich aus Anwohnern zusammen, die zwar mit dem Militär kooperierten, aber weder Waffen noch Bezahlung erhielten. Der erhöhte Fahndungsdruck zwang Boko Haram, noch verdeckter vorzugehen. Die Armee erschoss einige mutmaßliche Boko-Haram-Mitglieder, die mit Gesichtsschleier als Frauen verkleidet ihre Schusswaffen unter bodenlangen Gewändern verbargen. Laut Aussagen von Augenzeugen eines Vergeltungsangriffes, der sich gegen Mitglieder einer Bürgerwehr richtete, erschossen Boko-Haram-Anhänger, die sich als Trauerzug tarnten und so ihre Schusswaffen im Sarg versteckt mitführen konnten, 13 Menschen. Jugendliche nahmen die Boko-Haram-Anhänger fest, als denen die Munition ausging, und übergaben sie Soldaten, die acht Boko-Haram-Anhänger erschossen, als diese versuchten zu fliehen.
Am Donnerstag, dem 20. Juni, verbot die nigerianische Armee den Besitz von Satellitentelefonen im Bundesstaat Borno und drohte jedem, der dort mit einem Satellitentelefon, Zubehör oder Wiederaufladekarten für Satellitentelefone angetroffen werde, mit Verhaftung. Laut Oberstleutnant Sagir Musa sei das Verbot eine Reaktion auf die Verwendung von Satellitentelefonen durch Aufständische zur Planung von Angriffen auf zwei Schulen. Bei den Angriffen am vorangehenden Wochenende waren mindestens 16 Schüler und zwei Lehrer getötet worden. Zuvor waren bereits die Mobilfunknetze in Borno lahmgelegt worden.
In der Nacht vom 5. auf den 6. Juli wurden bei einem Überfall auf ein Internat in Mamudo im Bundesstaat Yobe mindestens 42 Menschen getötet. In den Schlafsälen detonierten Sprengsätze, die meisten der Getöteten waren Schüler. Die nigerianischen Streitkräfte verhängten eine Informationssperre. Die Mobilfunknetze in Yobe und Borno waren aufgrund der Verhängung des Ausnahmezustandes seit dem 16. Mai 2013 lahmgelegt und in Adamawa seit dem 26. Mai 2013. Der Angriff wird Boko Haram zugeordnet; am 4. Juli waren in der Nähe der Schule 22 Boko-Haram-Mitglieder getötet worden. Am 7. Juli ordnete der Gouverneur von Yobe, Ibrahim Gaidam, die Schließung aller weiterführenden Schulen in Yobe bis zum Beginn des nächsten Schuljahres im September an, sicherte den Opfern des Angriffs kostenlose medizinische Versorgung zu und bat um Wiedereinschaltung der Mobilfunknetze, damit Hinweise aus der Bevölkerung die Sicherheitskräfte ungehindert erreichen könnten. Daraufhin stellten am 11. Juli die nigerianischen Streitkräfte das Mobilfunknetz im etwas ruhigeren Bundesstaat Adamawa wieder her, in Yobe und Borno blieb es abgeschaltet.
Nach Angaben der nigerianischen Streitkräfte kamen am 4. August bei Angriffen mit Sprengstoffen und ‚hochentwickelten Waffen‘ auf eine Polizeistation in Bama und eine Militärbasis in Malam Fatori, beide im Bundesstaat Borno, und bei dem daran anschließenden Schusswechsel insgesamt 32 Boko-Haram-Kämpfer, zwei Soldaten und ein Polizist ums Leben.
Am 14. August verlautbarte Brigadegeneral Chris Olukolade, das nigerianische Militär habe bei Kämpfen im Raum Bama im Bundesstaat Borno Anfang August 2013 den Stellvertreter von Abubakar Shekau, Momodu Bama, getötet, einen der meistgesuchten Boko-Haram-Anführer, auf den ein Kopfgeld von 155.000 USD ausgesetzt war.
Oberstleutnant Sagir Musa bestätigte, dass Momodu Bama und sein Vater Abatcha Flatari, der als einer der spirituellen Anführer von Boko Haram galt, am 4. August 2013 bei den Kämpfen in Folge des Angriffs auf die Polizeistation in Bama getötet worden seien.
Am 11. August 2013 wurden im Bundesstaat Borno in der Stadt Konduga, die etwa 35 km von Maiduguri entfernt liegt, bei einem Anschlag auf eine Moschee mindestens 44 Menschen während des Morgengebets erschossen. Vom 10. bis zum Morgen des 11. Augusts wurden im Dorf Ngom im Distrikt Mafa nahe Maiduguri bereits 12 Menschen getötet. Das Dorf war kurz zuvor von einigen Soldaten und einer Jugend-Bürgerwehr-Gruppe gestürmt und nach Boko-Haram-Mitgliedern durchkämmt worden. Nigerianische Offizielle vermuten hinter den Angreifern, die Militäruniformen getragen haben sollen, Boko-Haram-Mitglieder, die Rache an Mitgliedern von Bürgerwehren nehmen wollten. Nigerianische Medien sprechen von 51 Toten in Konduga, also insgesamt 63 Toten, und von mindestens 26 Verletzten.
In der Nacht vom 15. auf den 16. August 2013 kamen in Damboa im Bundesstaat Borno mindestens elf Menschen ums Leben, als mutmaßliche Boko-Haram-Kämpfer die Stadt angriffen. Während Angriffe auf die Polizeistation und einen Militärposten zurückgeschlagen wurden, erschossen weitere Kämpfer Zivilisten und zündeten rund 20 Häuser an.
Nach Berichten mehrerer nigerianischer Zeitungen töteten am 20. August 2013 etwa 50 Angreifer mindestens 44 Menschen im Dorf Dumba bei Baga im Bundesstaat Borno, indem sie ihnen nach Aussagen der Dorfbewohner die Kehle durchschnitten. Einigen Überlebenden seien daraufhin die Augen ausgestochen worden. Andere Berichte sprachen von einem Angriff auf Dumba mit mindestens 35 Toten am 19. August. Nach Aussage von Brigadegeneral Chris Olukolade beschossen Mitglieder von Boko Haram die Dorfbewohner, als sie am 19. August nach dem Morgengebet die Moschee verließen; der Angriff sei Vergeltung für die Weigerung der Dorfbewohner, mit Boko Haram zu kooperieren. Es gibt abweichende Berichte, die von zwei Angriffen sprechen, und zwar mit 44 Toten in Baga und 35 Toten in Dumba. Aufgrund mangelnder Telefonverbindungen kamen Einsatzkräfte erst verspätet zur Hilfe und die Nachrichten über den Angriff erreichten die Öffentlichkeit erst am 23. August. Bis zum 27. August wurden in dem Flüchtlingslager, das für aufgrund des Angriffes auf Dumba Geflohene in der zentralen Grundschule von Baga eingerichtet wurde, bereits mehr als 4000 Flüchtlinge registriert, meist Fischer oder Bauern.
Am 25. und 26. August 2013 wurden bei zwei mutmaßlichen Angriffen der Boko Haram auf Bürgerwehren im Bundesstaat Borno mindestens 24 Menschen getötet. Bei der ersten Tat wurden in Bama 18 und bei der zweiten Tat in Damasak weitere sechs Menschen erschossen.
Am 30. August 2013 geriet eine Bürgerwehr in einen Hinterhalt bei Monguno im Bundesstaat Borno, als sie versuchte, ein Boko-Haram-Camp zu erreichen, um Boko-Haram-Mitglieder festzunehmen. Die mehr als 100 Jugendlichen hatten stundenlang vergeblich auf die vereinbarte Militäreskorte gewartet und waren dann ohne Begleitschutz aufgebrochen. Boko-Haram-Kämpfer, die sich mit Militäruniformen und drei erbeuteten Patrouillenfahrzeugen als Soldaten getarnt hatten, töteten mindestens 24 der Jugendlichen, weitere 34 wurden nach dem Angriff vermisst.
Nach Aussage von Oberstleutnant Sagir Musa töteten am 6. September 2013 nigerianische Streitkräfte mit Luftunterstützung rund 50 Boko-Haram-Mitglieder bei Angriffen auf deren Lager im Nordosten Nigerias. Am 4. September überfielen Boko-Haram-Kämpfer das Dorf Gajiram nördlich von Maiduguri im Bundesstaat, in dem sich am Markttag viele Händler aufhielten, dabei wurden 15 Menschen getötet und mehrere Gebäude in Brand gesteckt. Am Morgen des 5. September erschossen Boko-Haram-Kämpfer in der Kleinstadt Bulabilin Ngaura südöstlich von Maiduguri fünf Menschen auf dem Weg zur Moschee. Nach beiden Überfällen gelang es nigerianischen Streitkräften, den Angreifern zu ihren Lagern zu folgen und diese zu zerstören.
Am Morgen des 8. September 2013 gerieten Mitglieder einer Bürgerwehr in Benisheik westlich von Maiduguri im Bundesstaat Borno in einen Hinterhalt mutmaßlicher Boko-Haram-Kämpfer, die die Bürgerwehr von Bäumen aus beschossen. Die Bürgerwehr wartete seit dem 6. September auf die Annäherung von Boko-Haram-Kämpfern an den Ort. Über die Effektivität der Unterstützung der Bürgerwehr durch reguläre nigerianische Truppen gibt es widersprüchliche Aussagen. Bei dem Gefecht starben mindestens 13 Mitglieder der Bürgerwehr und fünf mutmaßliche Boko-Haram-Kämpfer.
Am 12. September 2013 griffen nigerianische Streitkräfte einen befestigten Boko-Haram-Stützpunkt im Kasiya-Wald nördlich von Maiduguri im Bundesstaat Borno an, der mit auf Fahrzeugen montierten Panzerabwehr- und Luftabwehrgeschützen verteidigt wurde. Laut Angaben der Streitkräfte wurden dabei 150 Boko-Haram-Kämpfer und 16 Soldaten getötet, neun Soldaten würden vermisst. Andere Berichte sprechen von bis zu 100 gefallenen Soldaten.
Am 17. September errichteten Boko-Haram-Kämpfer mit Militäruniformen getarnt eine Straßensperre bei Benisheik und erschossen Flüchtende. Außerdem rückten sie mit rund 20 Pick-ups in den Ort ein. Mindestens 143 Menschen kamen bei dem Angriff ums Leben.
Am 18. September griffen Islamisten den Ort Buni Yadi im Bundesstaat Yobe an und brannten die Polizeistation sowie weitere öffentliche Gebäude nieder. Ein Soldat wurde bei einem Schusswechsel mit den Angreifern getötet – die Frau des Polizeichefs wurde in ihrem Haus verbrannt.
Am 20. September 2013 gerieten nigerianische Sicherheitskräfte in der Hauptstadt Abuja im Stadtteil Abo unter schweren Beschuss, der bis zu neun Todesopfer forderte, als sie gegen drei Uhr versuchten, ein mutmaßliches Boko-Haram-Waffenlager auszuheben. Die Sicherheitskräfte nahmen zwölf mutmaßliche Boko-Haram-Mitglieder fest.
Am 27. September 2013 töteten mutmaßliche Mitglieder der Boko Haram den islamischen Geistlichen Malam Alaramma Dan-Gubana im Nangere Local Government im Bundesstaat Yobe.
Am 28. September 2013 wurden im Bundesstaat Borno, in den beiden Vororten Fulatari und Kanumburi der Kleinstadt Gamboru, 27 Menschen bei Angriffen von Boko Haram getötet.
Am 29. September 2013 wurden elf Bewohner des Stadtteiles Zangang des Ortes Attakar Chiefdom im Bundesstaat Kaduna getötet – einige Häuser wurden niedergebrannt.
Mutmaßliche Boko-Haram-Mitglieder griffen am 29. September 2013 ein Studentenwohnheim der Hochschule für Landwirtschaft im Gujba-Distrikt des Bundesstaates Yobe an. Dabei erschossen sie bis zu 50 schlafende Studenten und setzten die Unterrichtsräume der Hochschule in Brand.
Am Morgen des 20. Oktobers 2013 hielten 9 wie Soldaten gekleidete Bewaffnete auf Motorrädern bei Logumani im Bundesstaat Borno Fahrzeuge an und zwangen die Insassen, auszusteigen und sich auf den Boden zu legen. Die bärtigen Männer, die von Überlebenden als Anhänger von Boko Haram eingestuft wurden, erschossen fünf Menschen und töteten 14 weitere mit Messern oder Macheten. Als die Täter einen Anruf erhielten, der sie vor nahenden Soldaten warnte, brachen sie das Massaker ab und flohen auf ihren Motorrädern in den Busch.
Am Abend des 24. Oktobers 2013 griffen rund 20 Bewaffnete, von denen einige Militäruniformen trugen, ein Hospital in Damaturu im Bundesstaat Yobe an. Sie stahlen Medikamente und fuhren in Ambulanzen davon. Die nigerianischen Streitkräfte, die nach frühestens einer Stunde eintrafen, lieferten sich sieben Stunden lang Gefechte mit den mutmaßlichen Boko-Haram-Kämpfern, auch in anderen Teilen der Stadt, und verhängten anschließend eine 24-stündige Ausgangssperre. Das Militär teilte außerdem mit, es habe bei einem Boden- und Luftangriff auf ein Boko-Haram-Lager im Bundesstaat Borno 74 mutmaßliche Boko-Haram-Kämpfer getötet.
Am 2. November 2013 griffen Bewaffnete einen Hochzeitskonvoi auf der Straße zwischen Bama und Banki im Bundesstaat Borno an und töteten über 30 Menschen, darunter den Bräutigam. Die nigerianischen Streitkräfte sprachen von lediglich fünf Opfern.
Am 9. November 2013 starben 7 Personen bei Kämpfen zwischen der Boko Haram und der nigerianischen Armee in Kano im gleichnamigen Bundesstaat. Bei den Gefechten kamen auf Seiten der Boko Haram fünf Militante ums Leben sowie zwei Soldaten auf Seiten der nigerianischen Streitkräfte.
Am 12. November 2013 starben bei Anschlägen im Norden des Landes 26 Menschen. Die Angreifer zündeten zudem in den vorherigen Tagen in der ländlichen Gegend im Bundesstaat Borno mindestens 40 Häuser an und brannten diese bis auf die Grundmauern nieder.
Am 13. November 2013 stufte das Außenministerium der Vereinigten Staaten Boko Haram als terroristische Organisation ein.
Am 23. November 2013 stürmten etwa 30 Bewaffnete in einem Konvoi aus Pick-ups und Motorrädern das Dorf Sandiya im Bundesstaat Borno und eröffneten das Feuer auf die Einwohner. Die Islamisten töteten 12 Menschen, zündeten Häuser an und stahlen Fahrzeuge. Einwohner sagten, Boko Haram beschuldige sie der Kollaboration mit den Sicherheitsbehörden.
Am 29. November 2013 sind in Sabon Gari im Bundesstaat Borno 17 Menschen ermordet worden. Zudem brannten Mitglieder der Boko Haram über 100 Häuser, Geschäfte sowie einen Markt nieder.
Am 2. Dezember 2013 griffen Mitglieder der Terrorgruppe in einem Vorort von Maiduguri die Composite Group Air Force Base der nigerianischen Streitkräfte an. Bei den anschließenden Gefechten wurden nach Presseberichten mehr als 20 Soldaten getötet. Die nigerianischen Streitkräfte sprachen von zwei verletzten Soldaten sowie der Zerstörung zweier Helikopter und dreier ausgemusterter Flugzeuge. 24 Angreifer sollen laut Militärangeben getötet worden sein. Zudem explodierte vor dem Maiduguri International Airport im Bundesstaat Borno eine Autobombe, zu der sich die Boko Haram bekannte. Anwohner sprachen von einem Angriff hunderter Bewaffneter auf Stützpunkte der Streitkräfte in der Stadt, bei dem Häuser eingerissen sowie Läden und Tankstellen angezündet wurden.
Um 3:00 h Ortszeit am 20. Dezember 2013 schwärmten Aufständische mit einem Konvoi aus Allradfahrzeugen um ein Kasernengelände am Rande vom Bama im Bundesstaat Borno aus und griffen es mit Sprengstoff, Sturmgewehren und Panzerfäusten an. Der Angriff, bei dem auch Frauen und Kinder getötet wurden, konnte erst nach Stunden durch den Einsatz von Kampfflugzeugen beendet werden. Am 24. Dezember teilte Generalmajor Chris Olukolade mit, mittels Luftüberwachung seien die Angreifer auf der Flucht nach Kamerun aufgespürt worden, was es nigerianischen Streitkräften ermöglicht habe, mehr als 20 Fahrzeuge der Aufständischen zu zerstören, wobei 50 Aufständische, 15 Soldaten und fünf Zivilisten ums Leben gekommen seien.

### 2014

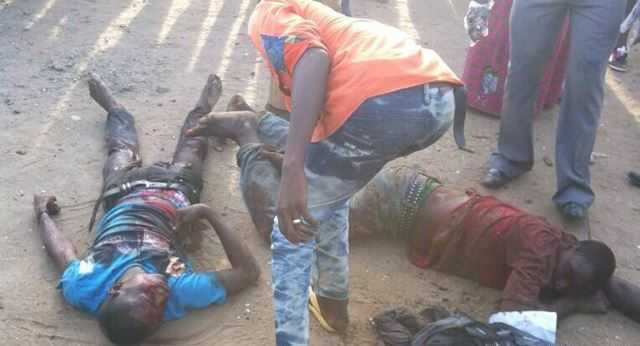
Attentat von Nyanya

Abubakar Shekau, der Anführer von Boko Haram, drohte Anfang 2014 in einem Brief an den Präsidenten von Kamerun, Boko Haram werde Kamerun, mit dem sie sonst „kein Problem“ habe, den Krieg erklären, falls kamerunische Streitkräfte sich weiterhin bei Kämpfen zwischen Boko Haram und nigerianischen Streitkräften im Grenzgebiet auf Seite der nigerianischen Streitkräfte schlagen oder sich aus Nigeria nach Kamerun zurückziehende Boko-Haram-Verbände angreifen würden.
Das Jahr 2014 begann mit einer Offensive der nigerianischen Streitkräfte gegen Boko-Haram-Lager im Sambisa-Wald im Bundesstaat Borno. Die Offensive während der ersten Januarwoche wurde am 31. Dezember 2013 gestartet. Mit Helikoptern, Kampfflugzeugen und schwerer Artillerie fügten die nigerianischen Streitkräfte Boko Haram Verluste zu und versuchten die Sekte endgültig aus dem Gebiet zu vertreiben, nachdem es der ersten Offensive im Mai 2013 nicht gelungen war, Boko Haram von Operationen in diesem Gebiet dauerhaft abzuhalten.
Am 9. Januar 2014 starben 38 Boko-Haram-Kämpfer bei dem Versuch, das 195. Bataillon der 7. Infanteriedivision der nigerianischen Armee in Damboa im Bundesstaat Borno anzugreifen. Die Armee, auf deren Seite ein Soldat fiel, erbeutete drei Fahrzeuge sowie Waffen und Munition, darunter auch Munition für leichte und schwere Maschinengewehre.
Am 12. Januar 2014 wurden bei einem Boko Haram zugeordneten Angriff auf einen Markt im Dorf Kayamula im Bundesstaat Borno fünf Händler getötet.
Rund zehn Tage zuvor waren bei einem vorherigen Angriff der Sekte auf Kayamula bereits neun Menschen ums Leben gekommen.
Am 14. Januar tötete eine Autobombe nahe einem Markt in Maiduguri, der Hauptstadt des Bundesstaates Borno, mindestens 17 Menschen. Boko Haram bekannte sich zu dem Anschlag. Das Militär, welches laut Zeugen nach der Explosion automatische Waffen einsetzte, teilte mit, ein Verdächtiger sei verhaftet worden.
Am 15. Januar griffen Boko-Haram-Kämpfer die Polizeistation von Banki im Bundesstaat Borno mit Panzerfäusten an, schossen diese in Brand und töteten einen Polizisten. Nach Aussagen von Anwohnern gingen sie anschließend an den über eine Stunde dauernden Angriff von Tür zu Tür und schnitten Anwohnern die Kehlen durch.
Am 19. Januar griffen mutmaßliche Boko-Haram-Kämpfer das Dorf Alau Ngawo Fatie im Bundesstaat Borno an und töteten 18 Menschen.
Nach Angaben der nigerianischen Streitkräfte griffen Boko-Haram-Kämpfer am 26. Januar 2014 das Dorf Kawuri im Bundesstaat Borno und einen Gottesdienst im Dorf Waga Chakawa im Bundesstaat Adamawa an. In Kawuri, wo gerade ein Markt zu Ende ging, drangen laut Zeugenberichten mehr als 50 Angreifer in einem Konvoi aus 26 Fahrzeugen – darunter zwei gepanzerte – in das Dorf ein. Mit Sprengstoff und Schusswaffen töteten sie 85 Menschen und zündeten mehr als 300 Häuser an. In Waga Chakawa zündeten Bewaffnete Bomben und schossen auf die Besucher eines Gottesdienstes, wobei 30 Menschen getötet wurden. Außerdem brannten sie Häuser nieder und nahmen Anwohner als Geiseln.
Am 30. Januar griffen zehn mutmaßliche Boko-Haram-Kämpfer, die mit zwei Fahrzeugen aus Richtung Maiduguri kamen, eine Polizeistation im Distrikt Giade im Bundesstaat Bauchi mit improvisierten Sprengsätzen an, schossen einen Polizisten nieder, befreiten einen Gefangenen und erbeuteten Waffen sowie Munition.
Die nigerianische Luftwaffe verkündete am 5. Februar 2014, sie habe durch Luftschläge gegen Boko-Haram-Verstecke im Raum Bulabulim und Yujiwa-Alagarno im Bundesstaat Borno den Aufständischen schwere Verluste zugefügt und sie zum Rückzug nach Kamerun, den Tschad und Niger gezwungen.
Mit dem einsetzenden Sonnenuntergang griffen Bewaffnete am 11. Februar 2014 mit Allradfahrzeugen die Kleinstadt Konduga im Bundesstaat Borno an. Die dort stationierten nigerianischen Sicherheitskräfte und Streitkräfte flohen. Auch herbeigerufene Verstärkungen aus Maiduguri konnten sich mit ihren AK-47 nicht gegen die Boko-Haram-Kämpfer durchsetzen, die unter anderem mit schwereren Waffen wie Panzerfäusten und Browning-Maschinengewehren sowie spezialisierten Waffen wie AA-12-Nahkampfgewehren ausgestattet waren. Entsendete Kampfhubschrauber konnten nicht feuern, da die Angreifer sich unter die Bevölkerung mischten. 39 Menschen wurden getötet, eine Moschee und mehr als 1.000 Häuser wurden zerstört, die Einwohner flohen im Schutz der Dunkelheit, viele zu Fuß, bis in die 35 Kilometer entfernte Hauptstadt des Bundesstaates, Maiduguri. Erste Berichte sprachen von einem Flugzeug der nigerianischen Streitkräfte, das einige Stunden nach Beginn des Angriffs die Angreifer so lange beschoss, bis sie die Flucht antraten.
Am 15. Februar 2014 griffen rund 100 Boko-Haram-Kämpfer das überwiegend christliche Dorf Izghe im Bundesstaat Borno an der Grenze zum Bundesstaat Adamawa an. Sie versammelten die Männer des Dorfes und töteten die Versammelten mit Macheten und Schusswaffen, anschließend gingen sie von Tür zu Tür und töteten alle, die sie antrafen. Der fünf Stunden dauernde Angriff auf das Dorf kostete 146 Einwohner das Leben. Die nigerianischen Streitkräfte, die sich nach dem Verlust von neun Soldaten in der Woche davor aus dem Gebiet zurückgezogen hatten, intervenierten nicht. Am 23. Februar 2014 griffen erneut Bewaffnete das Dorf Izghe an, in dem noch einige ältere Einwohner verblieben waren. Sie brannten das Dorf vollständig nieder und töteten laut Aussage eines Einwohners vier Menschen. Senator Ali Ndume aus Borno warf der nigerianischen Armee vor, den wiederholten Angriff ermöglicht zu haben, da sie es versäumt habe, nach dem Angriff vom 15. Februar Streitkräfte oder Sicherheitskräfte in Izghe zu stationieren.
Am 17. Februar 2014 wurden in Diffa in Niger 20 mutmaßliche Boko-Haram-Mitglieder verhaftet, denen vorgeworfen wurde, Anschläge in Niger als Vergeltung für die Unterstützung der nigerianischen Streitkräfte geplant zu haben. Am 18. Februar wurde in Niger ein Boko-Haram-Trainingslager entdeckt, in dem Kämpfer in Panzer- und Luftabwehr ausgebildet wurden sowie an AA-12-Nahkampfgewehren.
Am Morgen des 19. Februar 2014 griff Boko Haram fünf Stunden lang die Stadt Bama im Bundesstaat Borno an. Bei dem Angriff wurden etwa 80 bis 98 Einwohner getötet, der Palast des Emirs von Bama, Alhaji Kyari Ibn Ibrahim El-Kanemi, teilweise niedergebrannt sowie Schulen und weitere Gebäude angegriffen. Die Bürgerwehr und die örtliche Verwaltung gaben an, es seien rund hundert der Angreifer getötet worden. Die nigerianische Luftwaffe entsandte Flugzeuge aus Maiduguri, um die Angreifer zu bombardieren.
Am 23. Februar 2014 schloss das nigerianische Militär die Grenze zwischen dem Bundesstaat Adamawa und Kamerun, um Boko Haram von seinen Stützpunkten in Kamerun abzuschneiden und um zu verhindern, dass Boko-Haram-Verbände sich auch weiterhin nach Angriffen in Nigeria nach Kamerun zurückziehen können.
Am Morgen des 25. Februar 2014 griffen mehr als 50 mutmaßliche Boko-Haram-Mitglieder ein Internat in Buni Yadi, der Hauptstadt des Distrikts Gujba im Bundesstaat Yobe, an und töteten zwischen 29 und 43 Menschen, viele davon Schüler in ihren Nachtunterkünften. Die Angreifer trieben die Schülerinnen zusammen und forderten sie auf, die Schule abzubrechen und stattdessen zu heiraten. Laut BBC wurden nach der Trennung von den Schülerinnen nur die männlichen Schüler getötet, laut Vanguard auch Schülerinnen. Auch von der Entführung von mehr als 16 Schülerinnen wurde berichtet, außerdem wurden Teile der Schule, Verwaltungsgebäude, ein Gericht, Telekommunikationsmasten und Privatgebäude angezündet. Die Sicherheitskräfte, die in der Nähe des Internats stationiert gewesen waren, waren am 24. Februar nur Stunden vor dem Angriff aus der Gegend abgezogen worden.
Am 27. Februar griffen Konvois von Boko-Haram-Kämpfern, die unter anderem mit Panzerfäusten bewaffnet waren, die Großstadt Michika im Bundesstaat Adamawa sowie die nahegelegenen Dörfer Shuwa und Kirchinga an, töteten mindestens 37 Menschen, plünderten Banken, Geschäfte und Häuser und zündeten sie an. Die nigerianischen Streitkräfte töteten bei ihrer Gegenoffensive sechs Boko-Haram-Kämpfer.
Am 1. März 2014 gab es in Maiduguri im Bundesstaat Borno einen Bombenanschlag, der Boko Haram zugeschrieben wird und mindestens 70 Menschenleben kostete. Dabei detonierte zuerst eine in einem Lastwagen versteckte Bombe und traf viele Zuschauer eines Fußballspiels sowie eine Hochzeitsgesellschaft. Kurz darauf detonierte eine zweite Bombe, die dann besonders die herbeigeeilten Retter traf. Einige Stunden später griffen Bewaffnete das Dorf Mainok 50 km westlich von Maiduguri an, töteten mindestens 39 Menschen und brannten Mainok nieder.
In der Nacht auf den 3. März griff Boko Haram das Städtchen Mafa im Bundesstaat Borno an, tötete mindestens 36 Menschen und zerstörte rund 80 % der Gebäude des Ortes. Boko Haram hatte eine Woche zuvor den Angriff angekündigt, woraufhin die nigerianischen Streitkräfte ihre Präsenz in Mafa verstärkten, einige Schulen schlossen und die meisten Einwohner ins 45 km entfernte Maiduguri flohen. Als der Angriff erfolgte, hatten die nigerianischen Streitkräfte jedoch weder die Feuerkraft noch die Mannschaftsstärke, um sich gegen die Angreifer durchzusetzen, und flohen zusammen mit den überlebenden Einwohnern aus der Stadt.
Am 3. März griff Boko Haram das Dorf Jakana an, das sich im Distrikt Konduga befindet, etwa 20 km vom am 1. März angegriffenen Mainok entfernt. Viele Gebäude, darunter die Polizeistation des Ortes, wurden angezündet. Mindestens elf Menschen, nach anderen Berichten 40, darunter zwei Polizisten, wurden getötet. Die Angreifer zogen sich anschließend in den Sambisa-Wald zurück.
Ebenfalls am 3. März gelang es kamerunischen Streitkräften, eine Gruppe von 30 Boko-Haram-Kämpfern nahe der Grenze zu Nigeria zu stellen, sechs Boko-Haram-Kämpfer zu töten und zwei gefangen zu nehmen, wobei ein Soldat fiel.
Am 14. März 2014 starben bei einem Überfall hunderter militanter Boko-Haram-Anhänger auf die Giwa-Baracks-Kaserne in Gamboru im Bundesstaat Borno mindestens 22 Menschen. Die Bürgerwehr Civilian JTF tötete vor der University of Maiduguri einige der fliehenden Angreifer. Auch die nigerianische Luftwaffe wurde eingesetzt. Eine Augenzeugin berichtete über eine illegale Hinrichtung durch Sicherheitskräfte und Leichenschändung durch die Bürgerwehr. Ein weiterer Augenzeuge berichtete von 198 illegalen Hinrichtungen durch nigerianische Streitkräfte an einer ihrer Straßensperren. Amnesty International geht von 600 Getöteten aus.
Am 30. März 2014 starben bei einer Gefängnisrevolte von Boko-Haram-Mitgliedern und anderen Gefängnisinsassen mindestens 21 Menschen. Eine Gruppe von Boko-Haram-Anhängern wollte durch einen Überfall auf das Aso-Rock-Gefängnis einsitzende Mitglieder befreien. Die Anhänger lieferten sich im Anschluss vor der Präsidentenvilla am Aso Rock eine Schießerei mit dem State Security Service, wobei 21 Menschen ums Leben kamen.
Am 1. April 2014 kamen bei der Explosion eines mit Sprengstoff beladenen Fahrzeugs an einer Straßensperre am Rande von Maiduguri im Bundesstaat Borno mindestens 21 Menschen ums Leben. Vier mit Sprengstoff beladene Fahrzeuge versuchten eine Tankstelle zu erreichen, nigerianische Streitkräfte an einer Straßensperre konnten jedoch drei der Fahrzeuge durch Beschuss stoppen. Das vierte Fahrzeug detonierte daraufhin nahe der Straßensperre, wobei mindestens 15 Zivilisten und sechs mutmaßliche Boko-Haram-Mitglieder starben.
Am 4. April 2014 entführten Bewaffnete, denen Verbindungen zu Boko Haram nachgesagt werden, in kamerunischen Maroua um 2 Uhr Ortszeit die beiden katholischen Priester Giampaolo Marta und Gianantonio Allegri. Zudem entführte die gleiche Gruppe eine 80-jährige kanadische Nonne in Yaoundé.
Am 5. April 2014 starben bei einem islamistischen Angriff auf das Dorf Buni Gari im Bundesstaat Yobe mindestens 17 Menschen. Der Angriff ereignete sich am frühen Morgen beim Morgengebet. Bewaffnete Islamisten hatten das Dorf umzingelt, erschossen dann Einwohner und zündeten Häuser und Geschäfte an. In der Moschee, die sie umstellten, töteten sie mindestens fünf Gläubige.
Vom 9. bis zum 11. April töteten Islamisten bei Angriffen auf die Orte Dikwa, Kala Balge, Gambulga und Gwoza sowie in einem Hinterhalt an der Straße von Maiduguri nach Biu zwischen 135 und 210 Menschen. In Dikwa wurden in einer Lehrerausbildungsstätte acht Lehrer getötet und unter anderem die Bibliothek niedergebrannt. Berichte über Angriffe auf ein bundesweites Examen wurden dementiert.
Am 12. und 13. April 2014 starben bei zwei Überfällen von militanten Islamisten auf die Dörfer Ngoshe und Kaigamari in den LGAs Gwoza und Konduga im Bundesstaat Borno mindestens 38 Menschen, 30 in Ngoshe und acht in Kaigamari. Die mit AK-47ern, RPGs und Sprengsätzen bewaffneten Angreifer zündeten außerdem Häuser und Geschäfte an und zerstörten Telekommunikationsmasten.
Am 13. April wurden bei islamistischen Angriffen auf das Dorf Amchaka (Memento vom 17. Oktober 2014 im Internet Archive) und umliegende Dörfer in der LGA Bama im Bundesstaat Borno mindestens 60 Menschen getötet.
Am 14. April 2014 starben bei der Explosion zweier Autobomben auf dem Busbahnhof Nyanya Motor Park in Abuja mindestens 75 Menschen, und mindestens weitere 124 wurden verletzt. Des Weiteren wurden mindestens 16 Busse und 24 Minibusse zerstört. Boko Haram bekannte sich zu dem Anschlag.
Am Abend des 14. April 2014 griff ein Konvoi mutmaßlicher Boko-Haram-Kämpfer den Ort Chibok im Bundesstaat Borno an und brannte 170 Häuser nieder. Nachdem die Angreifer sich im Gefecht gegen rund 50 Soldaten durchgesetzt hatten, drangen sie als Soldaten getarnt in eine Schule ein, töteten zwei Sicherheitskräfte, raubten Vorräte und entführten unter dem Vorwand, sie vor einem Angriff von Boko Haram in Sicherheit zu bringen, mehr als 200 Schülerinnen aus ihrem Wohnheim, von denen etwa ein Dutzend wieder entkommen konnten. Die nigerianischen Streitkräfte führten zusammen mit Sicherheitskräften und Freiwilligen eine großangelegte Suchaktion nach den entführten Schülerinnen durch. Anfängliche Meldungen über eine Befreiung der Schülerinnen stellten sich als falsch heraus. Je nach Quelle soll insgesamt 44 Schülerinnen die Flucht gelungen sein, 85 bis 230 würden noch vermisst. Es gibt Berichte, einige der vermissten Schülerinnen seien über den Tschadsee ins benachbarte Ausland gebracht worden, andere sollen nach Kamerun verschleppt worden sein. Es gibt auch Berichte über Zwangsverheiratungen von Schülerinnen mit Islamisten, die ihre „Frau“ dann im benachbarten Ausland gefangen hielten. Die entführten Schülerinnen sollen für umgerechnet neun Euro „verkauft“ worden seien.
Am 15. April 2014 stoppten mutmaßliche Boko-Haram-Kämpfer beim Dorf Wala in der LGA Gwoza im Bundesstaat Borno auf der Straße von Bama nach Gwoza zwei Busse an einer Straßensperre. Sie befragten die Passagiere nach ihrer Herkunft; die 18 Reisenden, die angaben, sie seien aus Gwoza, wurden allesamt getötet, die übrigen durften die Sperre passieren.
Am Abend des 15. April 2014 ermordeten Bewaffnete, die in das Dorf Sabon-Kasuawa in der LGA Hawul im Bundesstaat Borno eingedrungen waren, den Monarchen des Distrikts in seinem Schlafzimmer. Auf der Flucht erschossen die mutmaßlichen Boko-Haram-Mitglieder zwei Wachmänner des Monarchen.
Am 26. April 2014 starben bei einer Operation der nigerianischen Armee gegen die Terrororganisation nahe der Ortschaft Bulanbuli im Bundesstaat Borno mehr als 40 mutmaßliche Boko-Haram-Mitglieder sowie vier Soldaten. Weitere neun Soldaten wurden verwundet.
Am 1. Mai 2014 starben mindestens neun Menschen bei einem Anschlag in Nyanya im Bundesstaat Nasarawa durch zwei Autobomben am Busbahnhof Nyanya Mass Transit Bus Park.
Am 7. Mai 2014 drangen Bewaffnete in das Dorf Gamboru im Nordosten Nigerias ein und töteten dort wahllos Einwohner, Reuters gab deren Zahl zunächst mit mindestens 125, später dann mit 200 bis 300 an. Ein Überlebender gab an, dass die Angreifer gezielt den Markt und für den Export bestimmte Waren zerstört hätten.
Am 18. Mai 2014 wurden bei einem Bombenanschlag in einem Viertel der Volksgruppe Hausa in Sabon Gari im Bundesstaat Kaduna mindestens fünf Menschen getötet. Die Explosion ereignete sich um 22 Uhr Ortszeit in einem christlichen Viertel zwischen einem Shoprite-Markt und einer Bar. Unter den Opfern befanden sich ein zwölfjähriges Mädchen und ihre Mutter.
Am 20. Mai 2014 ereigneten sich mehrere Autobombenanschläge in Jos im Bundesstaat Plateau. Die erste Bombe detonierte mitten auf einem belebten Schuhmarkt auf dem Murtala Muhammed Way. Die Detonation der zweiten Bombe, die etwa eine Viertelstunde später erfolgte, traf besonders die herbeigeeilten Helfer. Bei den Anschlägen starben mindestens 118 Menschen, und 56 weitere wurden verletzt.
In der Nacht auf den 21. Mai 2014 griff eine Gruppe Boko-Haram-Kämpfer das Dorf Alagarno in der LGA Damboa im Bundesstaat Borno an, woraufhin viele Dorfbewohner in den Busch flüchteten. Nach stundenlangem Morden und Plündern zogen sich die Angreifer mit gestohlenen Fahrzeugen und Vorräten zurück, nachdem sie das Dorf niedergebrannt hatten. 19 Menschen wurden getötet, darunter Frauen und ein Kind; eine junge Frau wird seit dem Angriff vermisst. Zudem wurden im benachbarten Dorf Shawa zehn Menschen erschossen.
Am 24. Mai 2014 starben bei einem Bombenanschlag auf der Bauchi Road in Jos während des Public Viewing des UEFA-Champions-League-Finales drei Menschen. Gegen 21:30 Uhr Ortszeit explodierte eine unkonventionelle Sprengvorrichtung in einem Lieferwagen.
In der Nacht vom 26. auf den 27. Mai 2014 starben bei Angriffen auf staatliche Einrichtungen und Polizeibehörden mindestens 54 Menschen in den Bundesstaaten Borno und Yobe. In Ashigashiya im Bundesstaat Borno starben 9 Menschen durch Schussverletzungen, die Angreifer von Boko Haram brannten anschließend die Häuser nieder und hissten ihre weißen Fahnen mit arabischen Buchstaben. Zudem starben 21 Polizisten und 24 Militante bei der Erstürmung eines Polizeireviers in Buni Yadi im Bundesstaat Yobe.
Am 30. Mai 2014 verübten Kämpfer der Boko Haram ein Attentat auf den Emir von Gwoza Alhaji Shehu Mustapha Idrisa Timta. Der Emir starb bei dem Anschlag durch mehrere Schüsse in seinem Auto auf der Hawul Road in Garkida im Bundesstaat Borno. Zudem wurden wenige Stunden vorher zwei Fulani-Emire in Zhur, im Distrikt Sangere des Bundesstaats Adamawa, verwundet.
Am 31. Mai 2014 starben bei zwei „religiösen Säuberungen“ von Christen in den Dörfern Kanari, Wazarde und Gula im Gamboru Distrikt des Bundesstaats Borno mindestens 42 Menschen.
Die beiden christlichen italienischen Priester Gianantonio Allegri, Giampaolo Marta und die franko-kanadische Nonne Gilberte Bussiére wurden nach rund zwei Monaten freigelassen. Die Gruppe wurde am 5. April 2014 in Maroua von einer Splittergruppe der Boko Haram im Nachbarland Kamerun entführt.
Am 1. Juni 2014 starben bei einem Public Viewing im Mubi Township Stadium des Spiels Kamerun gegen Deutschland im Bundesstaat Adamawa mindestens 40 Personen.
Am 2. Juni 2014 starben bei einem Anschlag auf das Center for Caring Empowerment and Peace Initiative in Attagara im Bundesstaat Borno 13 Menschen. Die Angreifer schossen auf die fliehenden Gläubigen und verletzten dabei 13 Personen tödlich.
Am 5. Juni 2014 verschleppten Anhänger der Terrorgruppe 20 Frauen aus der Nomadensiedlung Garkin Fulani im Bundesstaat Borno. Sie zwangen die Frauen bewaffnet zum Einsteigen in Autos. Zudem nahm die Truppe drei Männer als Geiseln, weil sie die Entführung verhindern wollten.
Am 8. Juni 2014 tötete die nigerianische Armee in der Ortschaft Bilta im Bundesstaat Borno 50 Anhänger der Terrororganisation. Zudem beschlagnahmte man im Bundesstaat Adamawa 30 Waffen, 36 Handgranaten, 7 Kalaschnikows und 11 Granatwerfer.
Am 16. Juni 2014 wurden in Damaturu 21 Personen während der Public-Viewing-Übertragung des Fußball-Weltmeisterschaft-Spieles Nigeria gegen Iran durch eine Autobombe getötet.
Am 17. Juni 2014 verhaftete das 144. Bataillon der Nigerian Armed Forces bei einer Razzia eines Konvois aus 33 Bussen im Bundesstaat Abia 486 Mitglieder der Terrororganisation.
Am 21. Juni 2014 starben bei einem Attentat auf Christen in den Dörfern Kwaranglum und Tsaha im Borno zehn Menschen.
Am 22. Juni 2014 starben bei einem Überfall auf Christen in den Dörfern Koronginim und Ntsiha mindestens 20 Personen. Im Anschluss lieferten sich Anhänger der radikal-islamischen Organisation Gefechte mit den Nigerian Armed Forces, bei denen mehrere Angreifer starben. Zudem brannten mehrere Fahrzeuge der Boko Haram aus. Das Dorf Koronginim liegt nur rund 9 km Luftlinie von Chibok entfernt, wo im Mai 2014 rund 200 Schülerinnen entführt worden waren.
Am 24. August 2014 gab die Polizei bekannt, dass nach einem Angriff auf ein Ausbildungszentrum bei Gwoza 35 Polizisten vermisst würden.
Am 27. und 28. Oktober 2014 besetzten Kämpfer der Boko Haram die Städte Uba und Mubi am Westhang der Mandara-Berge, 150 km südlich von Maiduguri.
Am 31. Oktober 2014 starben mindestens acht Menschen bei der Detonation dreier Bomben am Busbahnhof Gombe Line Motor Park in Cross im Bundesstaat Gombe. An der von der Gombe Line Transport Services Limited geleiteten Station warteten viele Menschen, von denen bis zu 40 bei der Detonation starben. Bis zu 30 Menschen wurden nach der Detonation zur Behandlung in das Gombe General Hospital in Gombe City verbracht.
Im November 2014 bekannte sich Boko Haram zu der Entführung eines Deutschen.
Am 2. November 2014 kam bei einer Explosion und anschließender Revolte im Koton-Karfe-Gefängnis in Lokoja mindestens eine Person ums Leben. 144 Insassen, vorwiegend inhaftierten Anhängern der Boko Haram, gelang die Flucht aus dem Gefängnis im Bundesstaat Kogi.
Am 3. November 2014 starben bei der Aschura-Feier in der Stadt Potiskum im Bezirk Dogo Tebo des Bundesstaates Yobe mindestens 82 Personen. Der Anschlag ereignete sich durch einen Selbstmordattentäter, während der Shia-Feier. Daneben starben vor der Shia-Moschee Saqafa im Bezirk Anguwar Bolawa des Bundesstaats Yobe zwei Gläubige.
In der Nacht vom 5. auf den 6. November 2014 starben in dem Dorf Abadam im Bundesstaat Borno 18 Zivilisten und drei Anhänger der nigerianischen Streitkräfte. Ausschlaggebend waren seit dem Mittwochmorgen anhaltende Gefechte zwischen der nigerianischen Armee und der Boko Haram in Malam Fatori.
Am 7. November 2014 starben in Azare im Bundesstaat Bauchi vor einem Geldautomaten der Global ATM Alliance mindestens 11 Menschen und rund 24 weitere wurden verletzt.
Am 10. November 2014 starben bei einer Explosion vor der Government Comprehensive Senior Science Secondary School in Mamado im Bundesstaat Yobe 47 Menschen. Die Detonation ereignete sich um 7:50 Uhr Ortszeit, unweit der Stadt Potiskum, in der bei einem Attentat auf Shia-Gläubige am 3. November 2014 über 80 Menschen gestorben waren. Die meisten der Opfer waren Schüler der Mittelschule, rund 79 weitere wurden teilweise schwer verletzt.
Am 24. November 2014 erschossen mehrere Angreifer in der Ortschaft Damasak in der Mobbar Local Government Area des Bundesstaats Borno mindestens 30 Personen. Dabei konnten sie von einem Waffenhändler mehrere AK-47 stehlen.
Am 25. November 2014 starben bei zwei Selbstmordattentaten durch Frauen rund 78 Personen auf einem Gemüsemarkt der Metropole Maiduguri im Staat Borno.
Am 28. November 2014 kamen bei einem Selbstmordanschlag auf die zentrale Moschee in Kano bis zu 120 Menschen ums Leben und rund 270 weitere Personen wurden verletzt. Der Anschlag durchs Zwillingsbomben ist somit der bisher opferreichste Anschlag in Nigeria des Jahres 2014.
Am 1. Dezember 2014 überfielen Anhänger der Boko Haram ein Polizeirevier in Damaturu und brannten das Gebäude nieder. Wenige Stunden später überfielen mehrere Angreifer zudem eine Universität und eine Schule in Maiduguri. Bei beiden Anschlägen starben mindestens 20 Menschen, rund 32 weitere wurden teilweise schwer verletzt.
Mitte Dezember 2014 wurde ein Angriff auf die Ortschaft Gumsuri im Nordosten Nigerias bekannt, bei dem 30 Menschen erschossen sowie über 100 entführt worden sein sollen. Kamerunische Streitkräfte töteten im Grenzgebiet mehr als 100 Boko-Haram-Kämpfer.
Am 21. Dezember 2014 kamen bei der Explosion einer Bombe auf einem Marktplatz in Geidam, unweit der Stadt Bauchi, mindestens 6 Menschen ums Leben.
Am 22. Dezember 2014 starben bei zwei Bombenanschlägen im Bundesstaat Gombe und der Stadt Bauchi mindestens 35 Menschen. Bei der Detonation einer Bombe auf dem Dukku Bus Park in Gombe starben mindestens 19 Menschen, weitere 10 Personen starben bei einer Explosion an der Sharoon Bus Station.
Am 29. Dezember 2014 schlugen kamerunische Streitkräfte einen Angriff von 1000 Boko-Haram-Anhängern auf den Militärstützpunkt Achigashiya zurück – unter anderem mit Luftschlägen.

### 2015
Am 4. Januar 2015 nahmen Kämpfer von Boko Haram eine Militärbasis der Multinational Joint Task Force in Baga im Bundesstaat Borno ein und brannten die Stadt nieder. Baga war der letzte noch von der Zentralregierung kontrollierte Ort der Region und in den beiden Jahren zuvor bereits mehrmals angegriffen worden. 2013 hatte die nigerianische Armee dort beim Kampf gegen Boko Haram ein Massaker unter der Zivilbevölkerung angerichtet, dem über 200 Menschen zum Opfer gefallen waren. Am 7. Januar 2015 hat Boko Haram in Baga und umliegenden Dörfern ein Massaker mit zahlreichen (nach Befürchtungen möglicherweise rund 2000) Toten verübt, der Ort ist durch Brandstiftung praktisch vollständig zerstört. Zwei geflüchtete Männer, 55 und 25 Jahre alt, berichten der Zeitung Premium Times erstmals und authentisch über massenhafte und grauenvolle Tötungen auch Flüchtender durch Boko Haram. Der zivilen Miliz in Baga war angeforderte Hilfe des nigerianischen Militärs versprochen, doch versagt worden. Die nigerianische Regierung sprach von lediglich 150 Opfern, samt getöteten Terroristen. Zudem waren zwei Mädchen als Trägerinnen ferngezündeter Bomben von Boko Haram missbraucht worden. Sowohl das Herunterspielen von Opferzahlen durch die Regierung als auch der ausufernde Terror von Boko Haram wurde im Zusammenhang mit der für den 14. Februar 2015 angesetzten Präsidentschaftswahl in Nigeria gesehen. Im Januar und Februar 2015 wurde die Millionenstadt Maiduguri attackiert. Am 7. Februar 2015 verkündete die nigerianische Regierung, dass die Präsidentschafts- und Parlamentswahl wegen der schlechten Sicherheitslage im Norden des Landes um sechs Wochen auf den 28. März 2015 verschoben würde. Die Gouverneurswahlen und Wahlen zu den Parlamenten der Bundesstaaten sollten ebenfalls verschoben werden, vom 28. Februar auf den 11. April 2015. Dies löste Proteste bei der Opposition aus, die darin eine undemokratische Machenschaft von Präsident Goodluck Jonathan sah. Auch aus dem Ausland, wie den Vereinigten Staaten, gab es Kritik. Es ist geplant, dass eine 7.500 Mann starke Eingreiftruppe der Afrikanischen Union die nigerianischen Streitkräfte gegen Boko Haram unterstützen soll.
Auch in Kamerun kam es im Januar 2015 erneut zu Gefechten mit Boko Haram. Beim Kampf gegen die Terrororganisation wurden die kamerunischen Streitkräfte von Einsatzkräften aus dem Tschad unterstützt. Die tschadische Armee kämpfte am 3. Februar erstmals auf nigerianischem Boden und tötete nach deren Angaben etwa 200 islamistische Kämpfer, nachdem sie die Tage zuvor schon Luftangriffe auf Stellungen der Terroristen in Gamboru durchgeführt hatten. Am 6. Februar griff die Terrorgruppe erstmals den Ort Bosso in Niger an.
Am 13. Februar 2015 griffen mutmaßliche Kämpfer von Boko Haram das Dorf Ngouboua im benachbarten Tschad an. Die Angreifer kamen über den Tschadsee in die [[Lac (Provinz)]|Provinz Lac]] und töteten bei dem Angriff mindestens 21 Personen. In Ngouboua befanden sich bis zu 1000 Flüchtlinge aus dem benachbarten Nigeria, die nach den Boko-Haram-Anschlägen der letzten Jahre Zuflucht im Staat Borno im Tschad gesucht hatten. Unter den Opfern befand sich neben einigen Flüchtlingen aus Nigeria auch Mai Kolle, der Polizeichef der Region Lac.
Am 22. Februar 2015 starben bei einem Anschlag Potiskum im Bundesstaat Yobe mindestens sechs Menschen, mindestens 19 Personen wurden verletzt. Der Sprengstoff wurde ersten Erkenntnissen zufolge an einem vorher entführten siebenjährigen Mädchen gezündet. Der Anschlag war vermutlich ein Vergeltungsakt für die Zurückeroberung der Stadt Baga durch die nigerianischen Streitkräfte.
Am 16. Mai 2015 starben bei einem Bombenanschlag auf dem Damataru Central Motor Park mindestens neun Menschen. 31 weitere wurden bei der Explosion durch eine minderjährige Selbstmordattentäterin schwer verletzt.
Am 5. Juni 2015 starben bei einer Anschlagsserie im Bundesstaat Yobe mindestens 50 Menschen, darunter 6 Personen (inklusive des Pastors Buhari) in der Redeemed Christian Church of God in Potiskum. Zudem starben bei einer Explosionsserie in Jos 44 Menschen, 47 weitere wurden verletzt.
Am 12. Juli 2015 wurde ein Attentat auf die Volksgruppe der Hausa im kamerunischen Fotokol verübt, bei dem 13 Bewohner starben.
Am 22. Juli 2015 starben bei einer Anschlagserie auf einem Marktplatz im kamerunischen Maroua 13 Personen.
Am 25. Juli 2015 starben bei einem Anschlag auf einem Markt in Damaturu mindestens 15 Personen. Die Sprengladung wurde an einer Zehnjährigen gezündet. Bei den Opfern handelt es sich um 10 Frauen und 5 Männer, mindestens 47 weitere Personen wurden verletzt.
Am 26. Juli 2015 starben bei einem Anschlag auf eine Bar im kamerunischen Maroua 20 Personen, und 79 weitere wurden verletzt.
Anfang September starben bei Selbstmordanschlägen in der Stadt Kolofata im Norden Kameruns sieben Menschen; 18 weitere wurden schwer verletzt und ins Spital in Mora gebracht.
Am 11. September 2015 sterben bei einem Anschlag auf das Flüchtlingslager Malkohi im Adamawa State mindestens 7 Personen, und 13 weitere wurden verletzt.
Am 21. September starben bei einer Anschlagserie in Maiduguri durch drei Bomben mindestens 55 Personen, und 90 weitere wurden verletzt. Allein 43 Menschen starben bei der Detonation auf dem Marktplatz Ajilari Cross vor einer Moschee in Gomari im Bundesstaat Borno.
Am 10. Oktober 2015 explodierte auf einem Fischmarkt in der Stadt Baga Sola am Tschadsee die Bombe eines Selbstmordattentäters. Mehr als 30 Menschen starben.
Am 15. Oktober 2015 detonierte um 18:30 Uhr Ortszeit vor einer Moschee im Bezirk Mala der Ortschaft Molai eine Bombe, die mindestens 42 Menschenleben forderte.
Am 24. Oktober 2015 wurden bei einer Explosion während des Freitagnachmittagsgebets in einer Moschee in Yola 27 Menschen getötet. Zudem wurden am selben Tag bei einem Selbstmordanschlag auf eine Moschee in Maiduguri 28 Menschen getötet.
Am 17. November 2015 starben bei der Detonation einer Bombe auf einem Marktplatz im Bezirk Jimeta der Stadt Yola, im Bundesstaat Adamawa, mindestens 32 Personen. Mindestens 80 weitere wurden dabei teilweise schwer verletzt.
Am 21. November 2015 starben bei einem Sprengstoffanschlag durch vier Selbstmordattentäterinnen mindestens zehn Personen. Die Explosionen ereigneten sich auf einem Marktplatz in Nigue, einem Vorort von Fotokol in Kamerun. Die Detonationen im Département Logone-et-Chari der Region Extrême-Nord, unweit des Tschadsees, ereigneten sich um 13 Uhr mittags (Lokalzeit).
Am 27. November 2015 starben bei einem Anschlag auf eine schiitische Prozession im Dorf Dakasoye im Bundesstaat Kano mindestens 20 Menschen. Die Prozession fand anlässlich des 40. Tags des Aschura unter der Leitung des Predigers Muhammad Turi des Islamic Movement of Nigeria statt. Turi blieb wie der Vorsitzende des Islamic Movement of Nigeria, Sheikh Ibrahim Zakzaky, unverletzt.
Am 5. Dezember 2015 starben im Nachbarland Tschad mindestens 30 Menschen. Die drei Explosionen ereigneten sich durch Selbstmordattentäter auf der Insel Koulfoua im Tschadsee und forderten zudem mindestens 80 Verletzte.

### 2016
Am 26. Januar 2016 kamen bei der Detonation einer Bombe durch einen Selbstmordattentäter mindestens 30 Menschen im kamerunischen Bodo Kouda ums Leben. Bei dem Attentat im Département Logone-et-Chari in der Region Extrême-Nord wurden zudem mehr als 60 Menschen verletzt.
Am 27. Januar 2016 starben durch zwei Selbstmordattentäter mindestens 13 Menschen in Chibok, 30 weitere Personen wurden verletzt.
Am 30. Januar 2016 starben bei einem Angriff auf das Dorf Dalori im Bundesstaat Borno mindestens 65 Menschen. Anschließend brannten die Angreifer in Dalori und im Nachbardorf Walori mehrere Fahrzeuge und Gebäude nieder.
Am 3. Februar 2016 starben bei Gefechten zwischen der Nigerianischen Armee und Islamisten im Distrikt Kalabalge im Bundesstaat Borno mindestens 58 Islamisten. Zudem wurden in den Dörfern Gardawaji, Adashe, Mijigine, Manawci, Sigafariya Bula Goma, MAFA, Kalabalge und Dikwa mindestens 520 Geiseln durch die Armee befreit.
Am 9. Februar 2016 sprengten sich zwei Selbstmordattentäter im Frauen-Flüchtlingslager Dikwa in die Luft. Dabei starben mindestens 58 Personen. Mindestens 80 weitere Personen wurden im Camp im Bundesstaat Borno verletzt.
Im September warnten Hilfsorganisationen vor einer Hungersnot in Gebieten Nordostnigerias.
Am 9. Dezember um 11 Uhr Ortszeit kamen bei einem Anschlag durch zwei Selbstmordattentäterinnen auf dem Hauptmarkt der Ortschaft Madagali im Adamawa mindestens 56 Menschen ums Leben, und 177 weitere wurden verletzt.

### 2017
Durch den Verlust von Territorium geschwächt, setzt Boko Haram vermehrt auf Selbstmordattentate entführter Mädchen unter Drogeneinfluss, etwa in Gwoza.
Am 25. Juli griff Boko Haram den schwer bewachten Konvoi von Erdölprospektoren der Universität von Maiduguri an, wobei mindestens 45 Menschen getötet wurden. Am 22. Oktober starben im Muna Garage Camp in dem Bezirk Gulak, der Ortschaft Madagali und in Dar Village im Bundesstaat Adamawa 14 Menschen durch drei Selbstmordattentäterinnen. In der Nacht vom 29. auf den 30. Oktober wurde das Dorf Gouderi in der kamerunischen Gemeinde Kolofata der Region Extrême-Nord angegriffen und elf Menschen getötet. Einige Stunden später sprengten sich am 30. Oktober 2017 um 4:30 Uhr Selbstmordattentäter vor einer Moschee in Ajiri Yala, 15 Kilometer nördlich von Maiduguri im Bundesstaat Borno, in die Luft und töteten fünf weitere Menschen. Am 15. November 2017 sprengten sich vier Selbstmordattentäter in der Ortschaft Konduga im Borno in die Luft und rissen 14 Menschen mit in den Tod. Im Zuge von Ermittlungen zerstörten die Nigerian Armed Forces in der Operation Lafiya Dole am 20. November 2017 Bombenfabriken im YIWE Forest in der Ortschaft Muna Gari, rund 23 Kilometer südlich der Stadt Konduga im Bundesstaat Borno. Die Streitkräfte hatten während der Operation einen Mi-17-Helikopter, zwei Alpha Jet und zwei F7-Flugzeuge im Einsatz.
Am 21. November 2017 starben bei einem Bombenattentat auf die Madina-Moschee in Mubi im Bundesstaat Adamawa 50 Menschen. Am 2. Dezember 2017 sprengten sich zwei Selbstmordattentäterinnen auf einem Gemüsemarkt in Biu im Bundesstaat Borno in die Luft und töteten dabei 17 weitere Menschen. Am 18. Dezember 2017 überfielen Angreifer in Ngala Fahrzeuge des Welternährungsprogramms der Vereinten Nationen und töteten die vier Fahrer. Am 25. Dezember 2017 drangen Angreifer in die Ortschaft Molai im Bundesstaat Borno ein und verschleppten Frauen, dabei töteten sie drei Fahrer eines Lieferdienstes und plünderten die Fahrzeuge. Am 28. Dezember 2017 kamen bei einem Anschlag im Dorf Amarwa im Bezirk Konduga Local Government Area des Bundesstaates Borno mindestens acht Menschen ums Leben und 17 weitere wurden verletzt.

### 2018
Anfang Januar berichteten die Medien über Angaben der nigerianischen Streitkräfte. Es seien 700 bislang von Boko Haram festgehaltene Zivilpersonen freigekommen; zudem hätten sich nach Einsätzen gegen die Extremisten im nordöstlichen Bundesstaat Borno rund 700 Kämpfer in der Region Monguno und 250 weitere Kämpfer im Gebiet des Tschadsees der Armee gestellt. Noch liege keine unabhängige Bestätigung für die Angaben des Militärs vor.

### 2019
Am 27. Juli erschossen im Distrikt Nganzai nahe der Hauptstadt Maiduguri des Bundesstaats Borno Angreifer auf Motorrädern 65 Männer und verletzten 10. Diese waren zu Fuß auf dem Heimweg von einer Beerdigung im Dorf Goni Abachari in ihr Nachbardorf Badu Kuluwu gewesen. Die Terroristen schossen zunächst auf die Begräbnisprozession und töteten dabei 21 Menschen, als weitere Dorfbewohner zu Hilfe kamen, auch auf diese, wobei weitere 44 Menschen starben sowie zehn Angreifer. Der Angriff war möglicherweise eine Racheaktion, denn bereits zwei Wochen zuvor war das Dorf Badu angegriffen worden, der Angriff jedoch von Dorfbewohnern und einer Wachmiliz abgewehrt worden, wobei 11 Angreifer getötet wurden und 10 AK-47-Gewehre einbüßten.
Weihnachten 2019 ermordete Boko Haram elf christliche Geiseln, davon zehn durch Enthauptung.

### 2020
Im März erschossen Angreifer von Boko Haram 92 tschadische Soldaten auf der Insel Boma im Tschadsee. Kurz zuvor waren in Nigeria 50 nigerianische Soldaten in Yobe durch Boko Haram getötet worden. Daraufhin begann die tschadische Armee am 31. März eine 10 Tage andauernde Gegenoffensive, in deren Verlauf nach Armeeangaben rund 1000 Kämpfer der islamistischen Terrormiliz getötet wurden. Bei diesen Gefechten in der Tschadsee-Region starben 52 Soldaten der tschadischen Armee. 44 der 58 dabei gefangenen Kämpfer von Boko Haram wurden am 16. April 2020 tot im Gefängnis aufgefunden.
Im Dezember entführte die Terrorgruppe an die 400 Schüler aus dem Internat einer staatlichen weiterführenden Schule (Government Science Secondary School) der Local Government Area Kankara im Nordwesten Nigerias. 344 Schüler waren eine knappe Woche später, am 17. Dezember 2020, wieder frei. Es war zunächst unklar, ob alle Schüler, ausschließlich Jungen, freigekommen waren. Nach Angaben des Gouverneurs Aminu Bello Masari beruhten alle kursierenden Zahlen auf „Vermutungen“.

## Beginnende erfolgreiche Gegenwehr von Militäreinheiten aus Niger, Kamerun und Nigeria
Ab 2012 hatte die im Grenzgebiet operierende gemeinsame Multinational Joint Task Force das Mandat, den islamistischen Terror im Norden Nigerias zu bekämpfen. Im März 2015 kam es zu einer erfolgreichen militärischen Gegenwehr von nigerianischen, kamerunischen und nigerschen Militäreinheiten. Bei der Grenzstadt Damask wurden am 19. März 2015 rund 230 Boko-Haram-Kämpfer getötet. Nach Angaben der nigerianischen Armee im März 2015 wurden alle Städte in Yobe und Adamawa befreit – zwei der drei am meisten betroffenen Bundesstaaten. Nun seien nur noch einige Städte in Borno betroffen. Wenige Wochen vorher hatte Boko Haram rund 20 Bezirke beherrscht, nun im März 2015 seien sie nur noch in drei Bezirken von Borno präsent.

## Bildung eines islamistischen Gegenstaates

### Ausrufung eines Kalifats in Gwoza, Nordost-Nigeria, August 2014
Im August 2014 erklärte Abubakar Shekau die besetzten Teile im Nordosten Nigerias zu einem Kalifat. In der Presse blieb diese Entwicklung weitgehend unberücksichtigt, da man sich weiterhin auf einzelne Gewaltakte konzentrierte. Im Jahr 2014 wurden 7711 Tote bei Anschlägen von Boko Haram gezählt, von denen die bei weitem größte Anzahl in Borno zu beklagen war.

### Weite Teile des Bundesstaates Borno unter Kontrolle von Boko Haram, Januar 2015
Zu Beginn des Jahres 2015 wurde bekannt, dass neben Baga viele andere Städte Bornos nicht mehr unter Kontrolle der Zentralregierung Nigerias sind. Ausdrücklich genannt wurden Damasak, Gubio, Kukawa, Mafa, Bama und Konduga. Während der Feiern zum Jahresende war Maiduguri mehrere Tage von der Außenwelt völlig abgeschnitten, weil die einzige Zufahrtsstraße von Kano über Damaturu, die normalerweise vom Militär schwer bewacht wird, offiziell gesperrt war. Da sich außerdem der Emir von Bama und die traditionellen Herrscher weiterer Städte nach Maiduguri zurückgezogen haben, gleicht die Bundeshauptstadt immer mehr einer belagerten und von der Außenwelt abgeschnittenen Stadt. Das von Boko Haram teilweise kontrollierte Gebiet erstreckte sich Anfang 2015 von Machena nordöstlich von Kano an der Grenze zu Niger über Damaturu bis nach Yola und darüber hinaus. Yola liegt mehr als 300 km südlich von Maiduguri an der Grenze zu Kamerun.

### Anschluss an das Kalifat des „Islamischen Staats“
Anfang März 2015 gab Abu Bakr Shekau, der Anführer der Jama’at Ahl al-Sunnah Lil Dawa Wal Jihad (also Boko Harams), bekannt, dass seine Gruppe nun der Organisation Islamischer Staat IS im Nordirak und ihrem Anführer Abu Bakr al-Baghdadi Treue schwört. Im August 2016 verkündete Al-Naba, dass Abubakar Shekau durch Abu Musab al-Barnawi als führender Kopf der Organisation abgelöst wurde. Daraufhin spaltete sich die Gruppe in zwei Fraktionen, die Provinz Westafrika des IS unter Abu Musab al-Barnawi und Jama’at Ahl al-Sunnah Lil Dawa Wal Jihad unter Abubakar Shekau.

## Gründe der Erfolglosigkeit des Kampfes gegen Boko Haram
Die Opposition in Nigeria wirft 2014 der Regierung und dem Militär totales Versagen vor. Die Armee sei in einem verrotteten Zustand. Disziplin und Moral der Soldaten seien schlecht, auch deshalb, weil die Soldaten oft wochenlang auf ihren Sold warten müssten. Die Ausrüstung des Militärs sei verwahrlost und die interne Kommunikation chaotisch. Bestechliche Offiziere würden mit Boko Haram kollaborieren. Im Mai 2014 wurde gegen neun Generäle wegen Waffenverkäufen an Boko Haram ermittelt. Nach einem Überfall am 13. Mai 2014 auf einen Stoßtrupp der 7. Infanteriedivision in der Region Chibok wurde beim anschließenden Truppenbesuch des kommandierenden Generals dessen Fahrzeug von eigenen Soldaten beschossen. Die Soldaten verdächtigten ihren eigenen Kommandeur der Kollaboration mit Boko Haram.
Amnesty International hat schwere Menschenrechtsverletzungen des Militärs dokumentiert. Amnesty hatte im ersten Halbjahr 2013 über 950 Tote in Militärgewahrsam festgestellt. Häftlinge würden an Schusswunden oder Folterfolgen sterben. Andere würden in Lagern verhungern oder ersticken. Als ein Zeuge einen seiner früheren Entführer identifizierte, wurde dieser sogleich von Soldaten erschossen. Jeder Bartträger würde als verdächtigter Muslim betrachtet, dabei waren die meisten Opfer von Boko Haram selbst Muslime. Die Bevölkerung in den Muslimgebieten fürchte sich vor Boko Haram und Militär gleichermaßen. Die Brutalität des Militärs treibe junge arbeitslose Männer zu Boko Haram. Dazu trage Staatsversagen mit der allgegenwärtigen Korruption bei, ferner die moralische Verkommenheit der politischen Elite und doppelzüngige Imame.

### Waffenlieferungen
Ein Gefolgsmann von Tschads Präsident Idriss Déby ist beschuldigt worden, die Boko Haram mit Waffen auszurüsten. Ein Transportflugzeug mit Waffen für Tschad wurde am 6. Dezember 2014 nach Kano umgeleitet. Die russische Maschine vom Typ An-124 wurde von den nigerianischen Behörden untersucht.